# Gerona
Gerona (AFI: /ʤeˈrona/; anticamente anche Girona, /ʤiˈrona/; in catalano Girona, unica denominazione ufficiale della città; in spagnolo Gerona; in francese Gérone; in latino Gerunda) è una città della Spagna di 101 852 abitanti, situata in Catalogna, capoluogo della provincia omonima.
Profondamente legata alle proprie tradizioni, difese nel susseguirsi delle numerose culture imposte durante le dominazioni che la città ha subìto nel corso dei secoli, dovute soprattutto alla sua posizione geografica, Gerona è l'ultima provincia della Catalogna prima del confine con la Francia: ciò ha creato nell'arco della sua storia una situazione di resistenza continua, da parte dei suoi abitanti, nei confronti della morsa prodotta dalla cultura francese da un lato e da quella castigliana dall'altro. Tutto ciò ha fatto sì che questo luogo si trasformasse in una sorta di "zoccolo duro" della cultura catalana.

## Geografia

### Posizione geografica
La città di Gerona è situata alla confluenza dei fiumi Onyar, Güell, Galligants e Ter, ad un'altitudine di 70 m, nella cosiddetta "Piana di Gerona" (El pla de Girona).
La città confina a nord con i municipi di Sant Julià de Ramis e Sarrià de Ter, ad est con il municipio di Celrà, a sud-est con i municipi di Juià e Quart, a sud-ovest con i municipi di Fornells de la Selva, Vilablareix e Salt, e a ovest con il municipio di Sant Gregori.

### Variazioni climatiche
|  |  |

## Società

### Evoluzione demografica

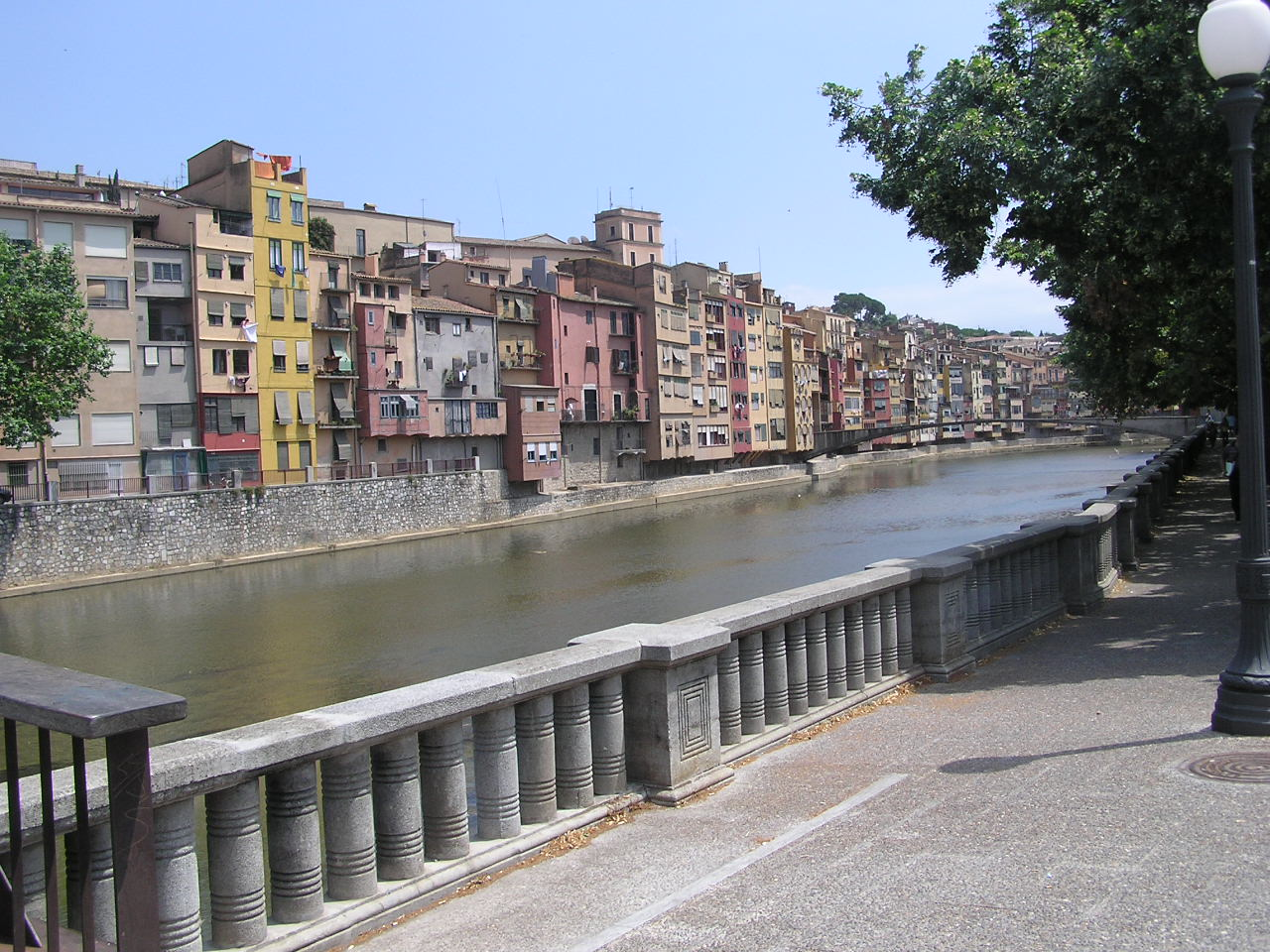
Il fiume Onyar e le case di Gerona

Secondo un'inchiesta sulla qualità della vita nelle città spagnole, svolta dal prestigioso giornale El País agli inizi degli anni novanta, Gerona era al primo posto. Forse è anche questo uno dei motivi per cui dal 1991 ad oggi la città ha avuto un netto incremento demografico.
| 1991   | 1996   | 2001   | 2004   | 2018    |
| ------ | ------ | ------ | ------ | ------- |
| 68.656 | 70.576 | 74.879 | 83.531 | 100.266 |

## Storia

### Epoca antica: gli Iberici ed i Romani

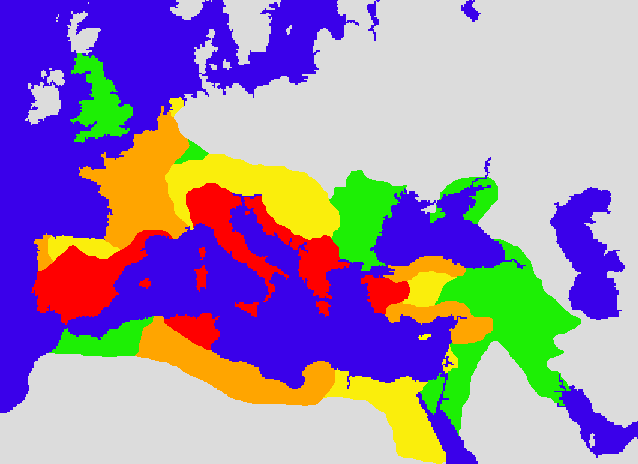
Mappa del mondo romano in età tardo-repubblicana: 133 a.C. (rosso), 44 a.C. (arancione), ed imperiale: 14 d.C. (giallo), 117 d.C. (verde).

#### Fondazione di Gerunda
Secondo la leggenda, a fondare la città fu un personaggio mitologico: Gerione, un mostruoso gigante con tre teste, figlio di Crisaore e di Calliroe, re dell'isola di Eritea, nell'Oceano Atlantico, oltre gli allora confini del mondo conosciuto. Nell'intento di allargare il suo regno, Gerione si spinse fino ai limiti della penisola iberica, dove fondò una città, alla quale diede il suo nome: Geriona. La brama di conquiste del gigante venne interrotta da Ercole, che lo uccise in una delle sue dodici fatiche.
Le radici storiche della città di Gerona sono in realtà ben diverse. Le prime popolazioni della zona furono gli Iberici, che si stabilirono lungo i promontori più alti che circondano l'attuale città, dove il più importante dei villaggi era Sant Julià de Ramis. Alla fine del III secolo a.C. la zona venne occupata dai Romani, che, al termine della seconda guerra punica la integrarono nell'Hispania Citerior. La regione di Gerona fu, nel secondo e terzo decennio del I secolo a.C., fra i territori del Levante ispanico controllati, in funzione anti-sillana, dal generale mariano Sertorio. Per contrastare lo strapotere di quest'ultimo, considerato da Roma alla stregua di un ribelle, Pompeo, giunto in zona verso il 77 a.C., edificò un oppidum (piazza fortificata romana) sopra la via Heraclea (che sarebbe poi divenuta la via Augusta). L'origine della fondazione di Gerona è da ricollegare pertanto a delle necessità militari; la piazzaforte eretta da Pompeo venne chiamata allora Gerunda. L'etimologia del nome ancora non è ben chiara, ma l'ipotesi più accreditata è che derivi dal nome più antico della località che in lingua iberica veniva chiamata Undarius da cui deriva anche il nome del fiume della città, l'Onyar.
La nuova città di Gerunda si eresse come baluardo difensivo all'entrata della via Augusta in Spagna. La sua popolazione nacque dalla fusione degli antichi abitanti del villaggio di Sant Julià de Ramis, costretti a trasferirsi nell'oppidum pompeiano, con i legionari romani presenti in zona e con altri gruppi autoctoni presumibilmente romanizzati. La sua posizione fin dalla sua fondazione le consentì di diventare uno snodo importante nell'organizzazione territoriale romana in territorio iberico, essendo ben collegata con il porto di Empúries, primo bastione romano al nord-est della penisola, colonizzato durante la seconda guerra punica sulle rovine di un antico avamposto greco preesistente.

Pianta di Gerona dal II all'VIII secolo.

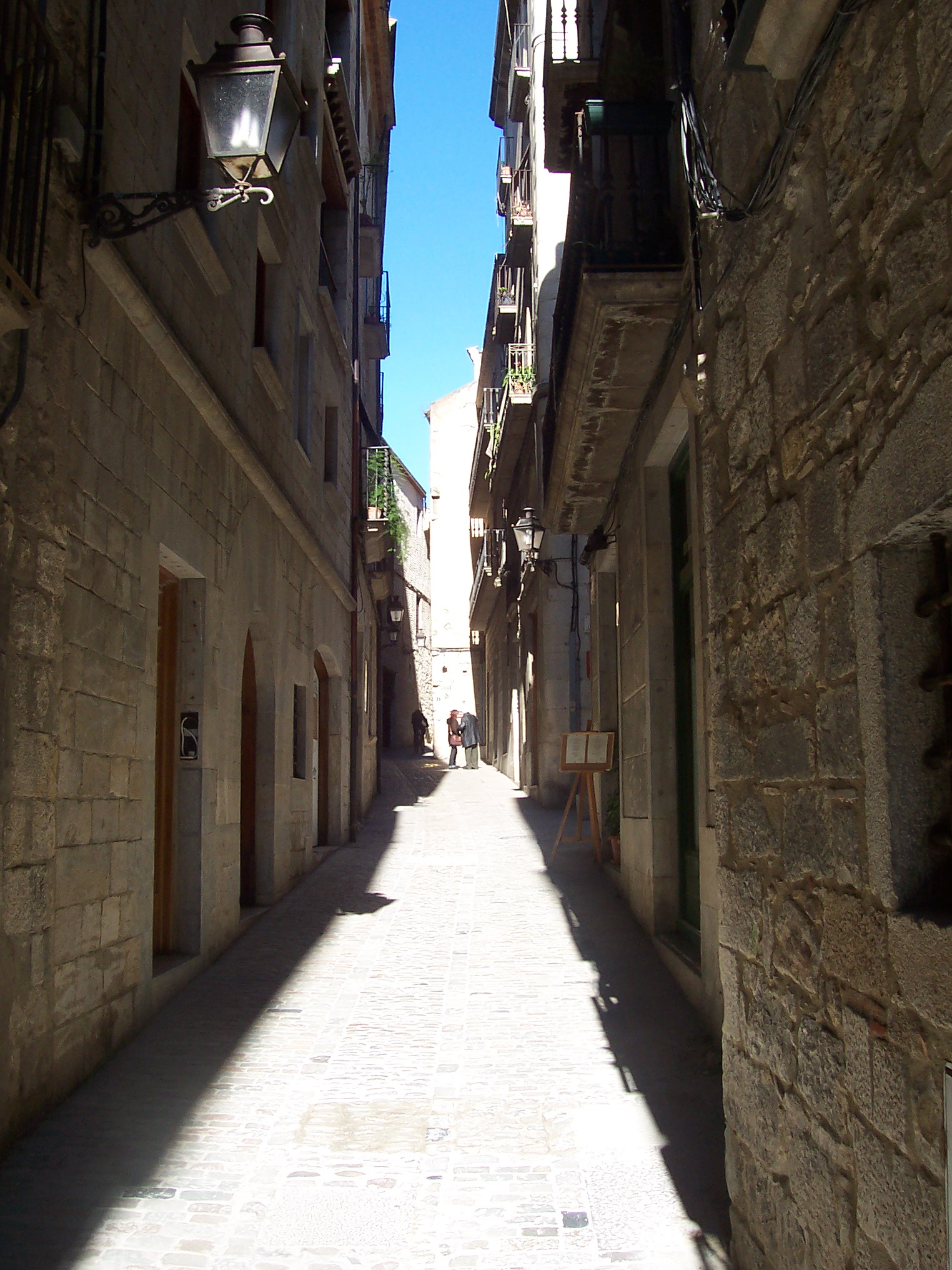
Carrer de la Força, l'antica via Augusta.

#### La struttura urbana di Gerunda
La struttura della città di Gerunda era atipica, non seguiva le normali direttive architettoniche delle urbes romane. Essendo stata fondata sopra la via Augusta per motivi strettamente militari, la sua pianta risulta totalmente irregolare. Malgrado tutto, si possono intravedere le parti basilari della città romana: il cardine massimo (la via principale che tagliava a metà le città romane) era situato sopra la traccia della via Augusta: oggi questa via è stata sostituita dal Carrer de la Força (Via della forza), la strada principale del Call, il quartiere ebraico di Gerona, che fino al 1492 ospitò la più importante comunità giudaica catalana. Il foro era nell'attuale plaça de la Catedral. Il tempio della città molto probabilmente si ergeva proprio all'interno del foro, dove oggi si eleva la Cattedrale di Gerona (Chiesa di Santa Maria di Gerona).
Non si è potuta documentare l'esistenza del decumanus maximus, la seconda strada principale romana che da est ad ovest abitualmente incrociava perpendicolarmente il cardine. Probabilmente la distribuzione urbana della città costituita in terrazze rendeva difficile la mobilità dal centro verso l'esterno, cosicché il decumano venne trasformato in tante scalinate. La maggior parte di queste è ancora conservata all'interno del centro storico; col tempo hanno subito varie modifiche architettoniche che le hanno rese più ampie.
Un altro importante elemento della città è la muraglia. Fu edificata in due fasi, una durante la fondazione della città e l'altra verso il III secolo d.C.
Le differenze morfologiche permettono di identificare facilmente i due periodi, dal momento che le pietre appaiono di forme e composizioni distinte.
Il muro venne modificato durante la seconda fase per necessità strettamente difensive dovute alle continue incursioni germaniche che la Spagna subì durante quel periodo. Le muraglie non venivano utilizzate solo a scopi militari, ma servivano anche per definire i limiti dell'urbe e separarla dai territori circostanti.

#### L'arrivo del cristianesimo e la fine della Gerona romana
La prima comunità cristiana di Gerunda è documentata verso il 304-305 d.C. Perseguitati e fatti oggetto di martirio da parte dell'imperatore Diocleziano, i cristiani diffusero la loro religione nella zona per mezzo delle rotte commerciali marittime. Sant Feliu da Scilla (San Felice) fu il primo ed unico martire della città e primo santo di Gerona, finché non venne sostituito da Sant Narcís (San Narciso), santo proveniente dalla città tedesca di Augusta e importato in alta epoca medievale. L'erezione di un martyrion (tomba di un santo martire) nell'attuale borgo di San Feliu e i resti trovati, come il possibile sarcofago del santo (IV secolo d.C.), palesano l'esistenza di una comunità cristiana primigenia forte e poderosa (i marmi del sarcofago sono di grande qualità e certamente scolpiti a Roma).
Per quanto riguarda la presenza di un vescovo, c'è una documentazione che ne testimonia l'esistenza già dal 404 d.C., nella quale si parla del vescovo di Gerunda, posto dal I Concilio di Toledo. Allo stesso modo è documentata l'esistenza di un palazzo episcopale ed una basilica, anche se l'anno della sua costruzione non è stato ben definito.
Gerona fu al centro di molti episodi che coinvolsero tutta l'Europa nel periodo tardo imperiale: fu vittima delle riforme di Diocleziano (284 - 305 d.C.), subì le incursioni germaniche (IV – V secolo) e alla fine vide il potere di Roma sfaldarsi ed essere sostituito dal potere della Chiesa, che per alcune caratteristiche seguì con continuità la vecchia politica, che perdurò e si espanse a partire dal IV secolo. Gerona continuò a essere sede vescovile durante tutto il Medioevo, legando alla sua metropoli anche la vicina Tarragona. Da un punto di vista di potere territoriale, il cambiamento più evidente fu la costruzione nel III secolo di un castello sopra le antiche rovine del paese iberico di Sant Julià de Ramis per proteggere la città di Gerona e i dintorni dai numerosi attacchi ai quali erano esposti i territori a causa della decomposizione politica e militare dell'impero romano.

### Epoca medievale

#### Periodo altomedievale

##### Dominazione visigota e musulmana

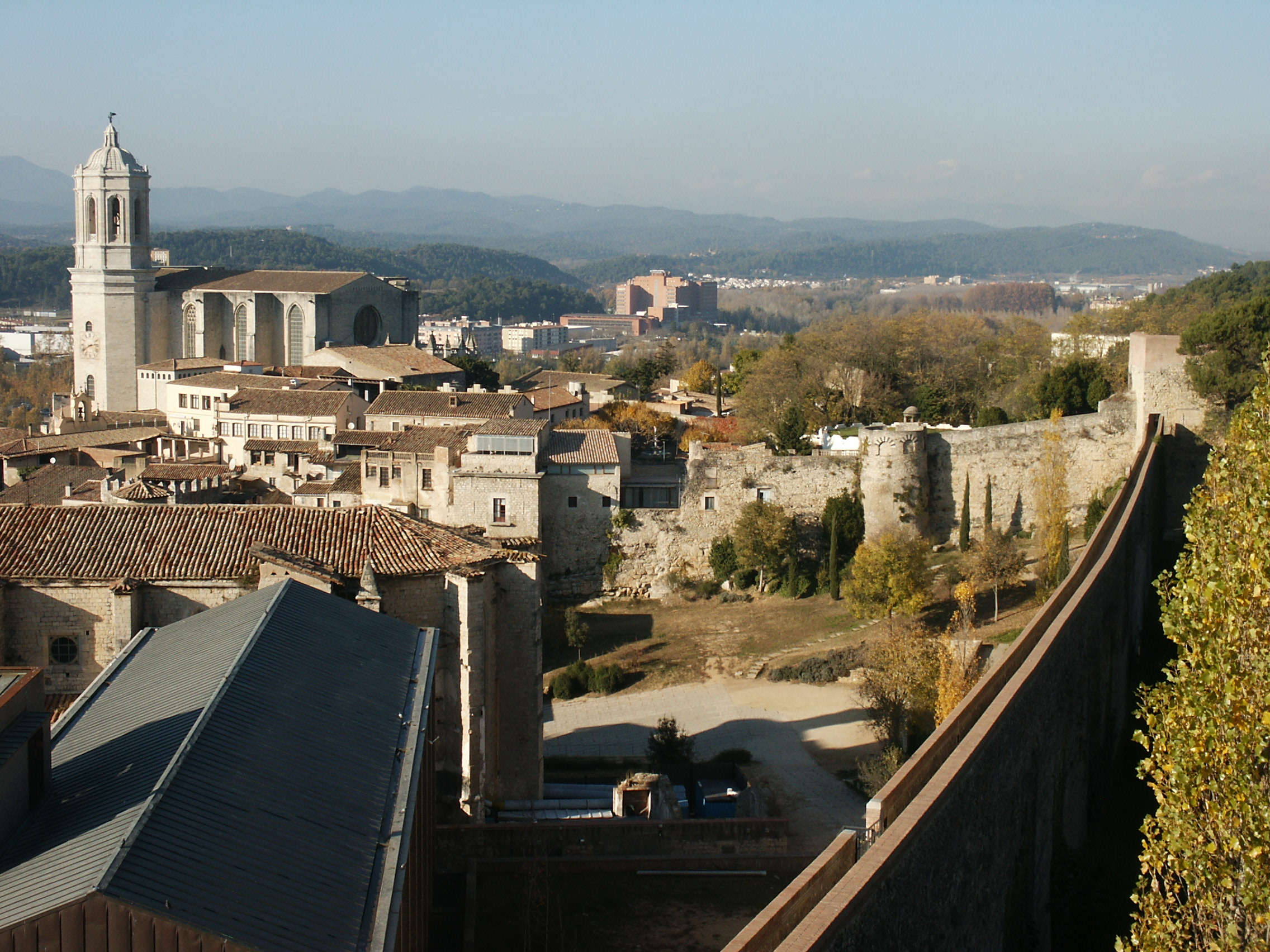
Passeggiata della muraglia

Agli inizi del V secolo si compiva la frammentazione dell'Impero Romano d'Occidente. La provincia tarraconense passò al dominio dell'oligarchia militare visigota venuta dalla Gallia alla fine del III secolo. Questa oligarchia era fortemente romanizzata e articolava il nuovo potere su quello preesistente, che faceva capo a una classe nobiliare autoctona. Questa sostituzione di potere non portò a Gerona una decadenza tanto radicale quanto quella di altre antiche città romane della Spagna.
Le calamità arrivarono durante i secoli VI e VII: la città divenne un punto importante del nord est della penisola; a Gerona, come nel resto dell'Europa post-medievale, si ebbe un processo di ruralizzazione; una grave siccità provocò una forte crisi in tutte le città del territorio. Nel 673 Gerona partecipò alla rivolta della Pace all'interno delle fazioni oligarchiche visigote: fu l'inizio della decadenza del potere visigoto. Il re visigoto Vamba assediò la città per poterla poi utilizzare come centro di potere strategico e roccaforte difensiva delle frontiere del proprio regno, sostituendola successivamente con Narbona.
Gerona ebbe una grande fortuna durante il periodo del dominio ecclesiastico. Nel 517 la città fu assegnata, nel concilio provinciale, al presidio del vescovato metropolitano di Tarragona che governava nella provincia con l'assistenza dei vescovi di Gerona, Empuries, Barcellona, Egara, Lleida e Huesca. In questa tappa lo splendore gironino e il culto del martire della città, Sant Feliu, si espanse in tutti i territori fino al punto di porre sotto il potere del vescovo di Gerona anche il vescovato della città di Saragozza.

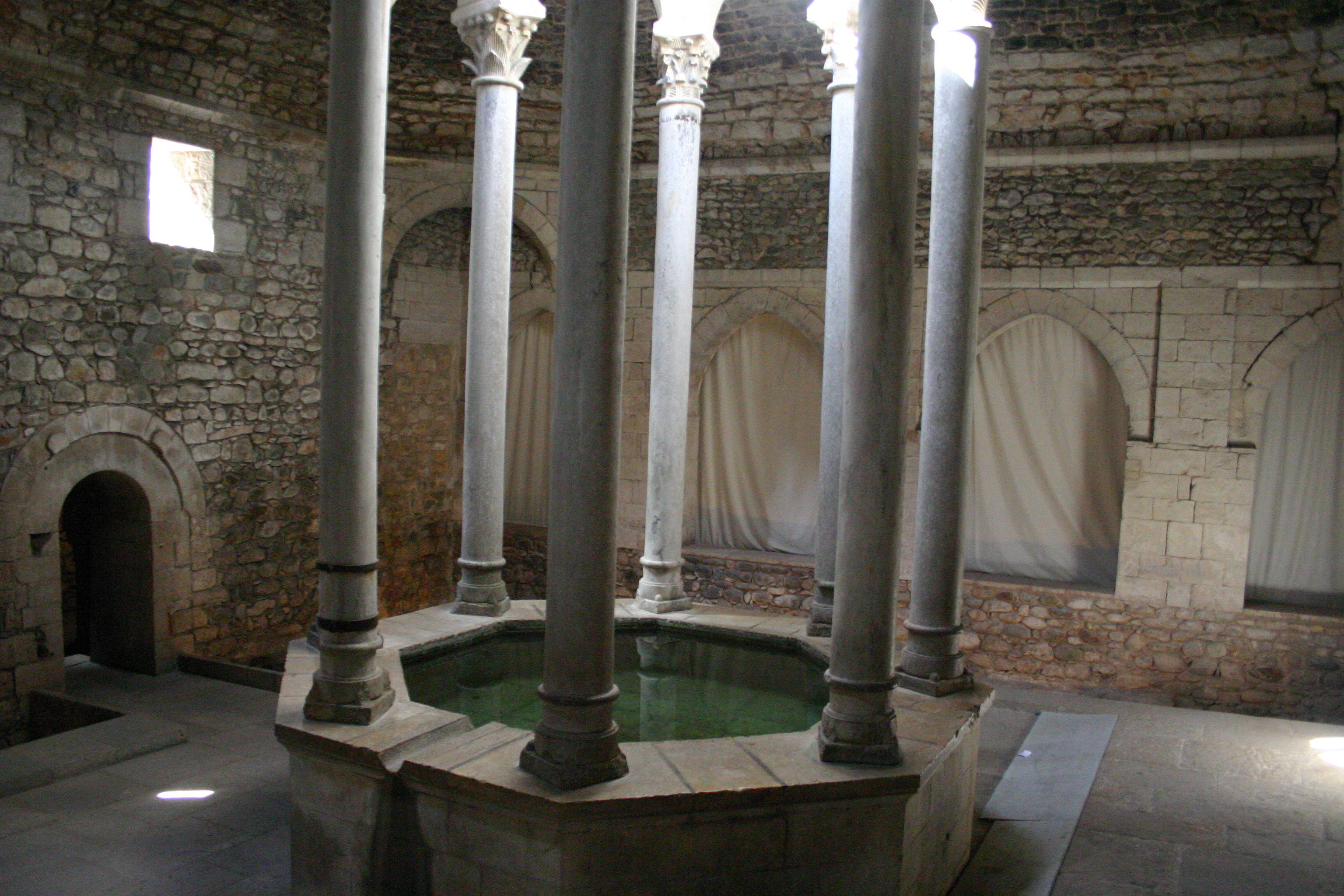
I bagni arabi di Gerona; in realtà non sono un'opera della dominazione musulmana, ma vennero costruiti successivamente, traendo spunto dalla cultura del popolo che tempo prima aveva conquistato Gerona.

Nel 711 comincia la conquista musulmana della penisola iberica. A causa alla decadenza assoluta dei Visigoti, l'espansione musulmana fu molto rapida e partendo dal sud della Spagna (l'attuale Andalusia) giunse fino ai territori del nord: Gerona venne sottomessa probabilmente verso il 715. Sembra che la città sia stata occupata senza la minima resistenza e, se una conquista può essere fortunata, non subì per questo motivo la minima distruzione. I potenti locali capitolarono di fronte al nuovo potere musulmano, che impose un tributo personale e territoriale da pagare. I musulmani cominciarono la costruzione di una moschea ed espropriarono tutti i beni appartenuti alla chiesa e alla nobiltà visigota.
Nonostante tutto l'impronta orientale nella città fu molto lieve, quasi inesistente, finché nel 785 gli stessi nobili locali, che precedentemente erano stati sottomessi, catturarono le autorità musulmane e consegnarono la città a Carlo Magno. La debolezza musulmana nel territorio, la religione, la prossimità con l'impero Carolingio, la defezione delle città della Settimania a favore dei Franchi, furono tutte causa del cambio di bandiera da parte di Gerona, la prima città spagnola a rendersi indipendente dal dominio islamico. Secondo alcuni storici catalani, la nascita della Catalogna è da ricondurre a questo periodo storico, sottolineando l'importanza di Gerona all'interno della storia di questa regione.

##### La Gerona carolingia
Per molti anni si pensò che la conquista franca fosse stata opera personale dell'imperatore Carlo Magno. Le leggende popolari raccontano che tutto ebbe inizio con la visita dell'imperatore franco a Gerona. Ma in realtà Carlo Magno non vide mai la città catalana: la sua amministrazione faceva parte della renovatio carolina attuata in gran parte delle città dei territori riconquistati dall'imperatore. Tutti i territori a sud dei Pirenei e al nord-est della penisola vennero riorganizzati come una terra di frontiera, quella che più in avanti assunse il nome di Marca Hispanica.
In sedici anni, Gerona si trasformò in una piazza forte dell'avanguardia carolingia contro l'Islam, e perse questo primato solo dopo la conquista di Barcellona, che la sostituì per ragioni di importanza e di grandezza. Nel 793 Gerona subì i primi assedi, andati a vuoto, della sua storia per mano dei musulmani, che sotto la guida di Abd-al-Malik volevano recuperare i territori perduti.

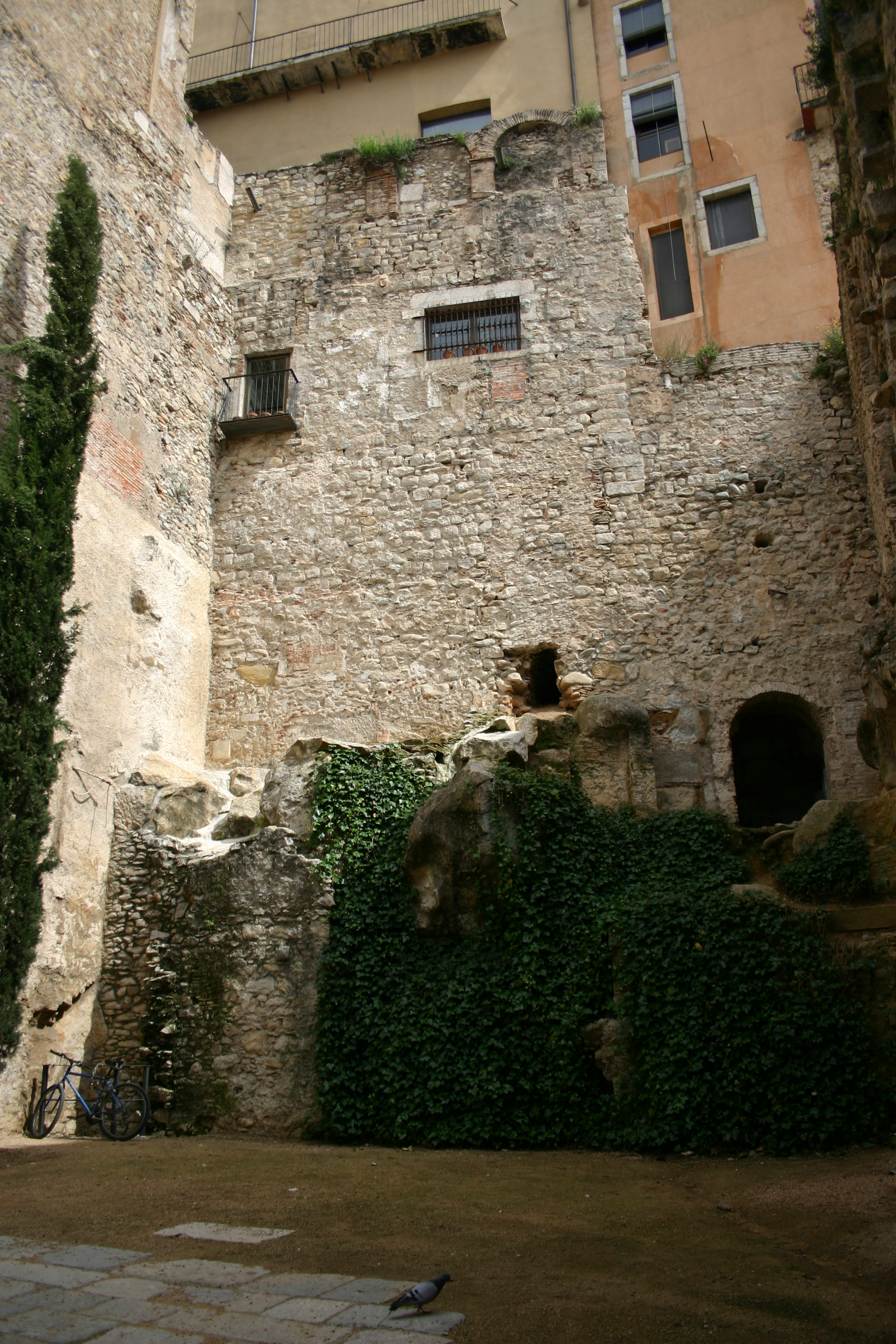
Uno scorcio dell'antica muraglia di Gerona

L'organizzazione carolingia del territorio portò la città a trasformarsi nella contea di Gerona. Le contee furono il modello eletto dall'amministrazione di Carlo Magno per organizzare i nuovi territori della frontiera. Il conte era un personaggio che si trovava a capo di questa entità politica. Era un amministratore eletto direttamente dal monarca, senza indipendenza e senza possibilità di trasmettere il titolo per via ereditaria. Con il tempo i conti catalani riuscirono a conquistarsi una maggiore autonomia trasformando le proprie cariche in ereditarie, fino a svincolarsi completamente dal potere dei monarchi franchi.
Gerona, come centro della propria contea, ebbe un ruolo importante nel superamento e nell'allontanamento del pericolo musulmano nei territori nord-est della Spagna. Il vecchio recinto murario, risalente al periodo romano, venne ristrutturato ed ampliato per permettergli di resistere ai continui assedi che la città subiva da parte delle armate musulmane. Le nuove muraglie di stile carolingio rinforzarono la piazzaforte ed ampliarono la superficie della città.

#### Periodo bassomedievale

##### La leggenda delle mosche di Sant Narcís
Nel giugno del 1285, il sovrano francese Filippo II l'Ardito mise sotto assedio la città.
A questo episodio è legata una leggenda legata al santo patrono di Gerona, Sant Narcís. Si narra che, durante l'assedio alla città, le truppe francesi occuparono la collegiata di San Feliu, dove si veneravano le spoglie di Sant Narcís. Subito dopo che gli stranieri provarono a profanare il sacro tempio, migliaia di mosche iniziarono a pizzicare i soldati ed i cavalli nemici. I francesi furono così costretti ad abbandonare la città ed a causa di questo miracoloso episodio si ammalarono e morirono circa quattromila cavalli e addirittura ventimila soldati.

##### La scuola cabalistica di Gerona

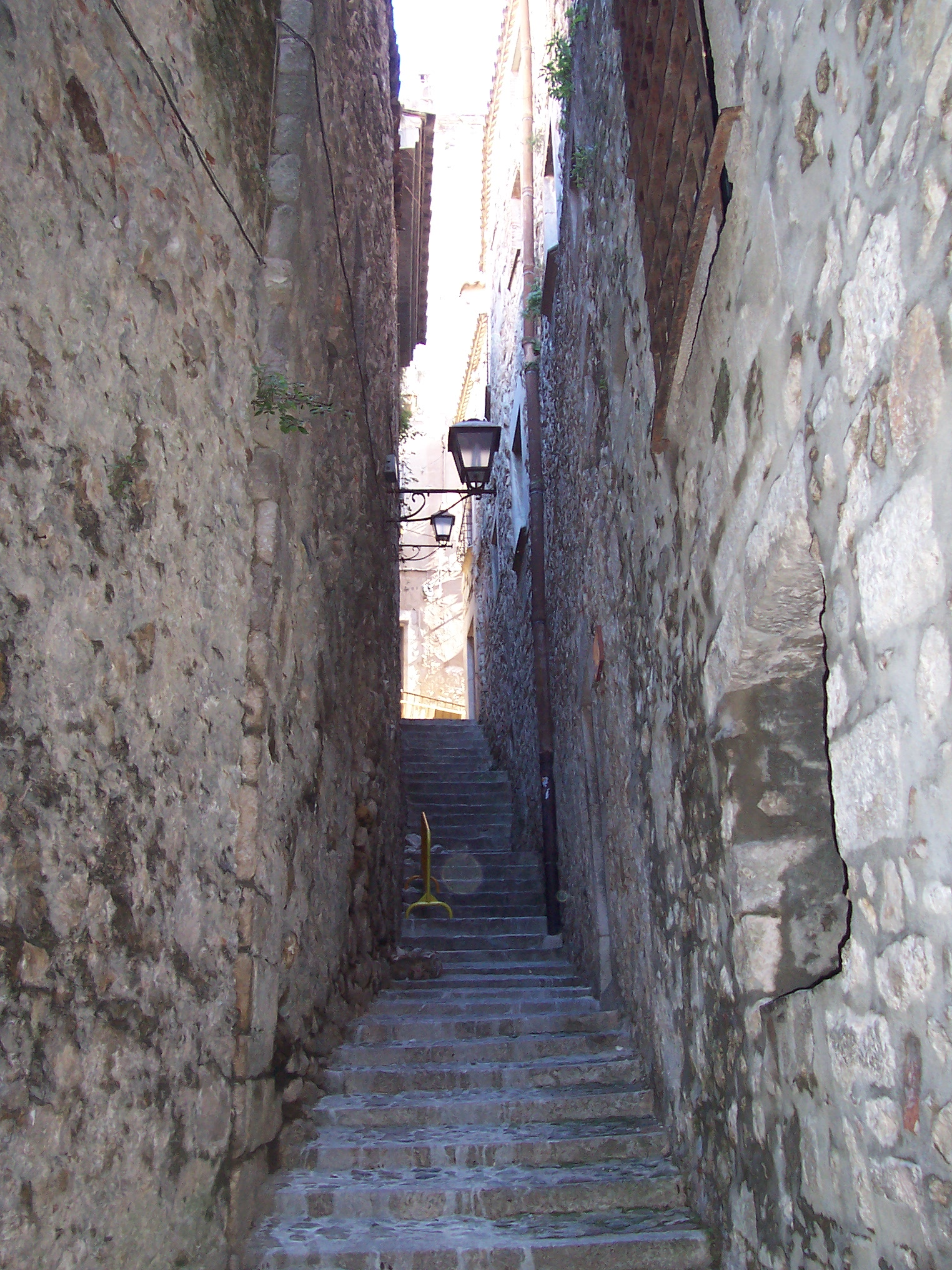
Un vicolo del ghetto di Gerona.

Il XIII secolo rappresenta anch'esso un periodo di splendore per la città, grazie alla comunità ebraica di Gerona. La scuola cabalistica di Gerona, acquistò un'enorme importanza poiché il rabbino della città, Nahmanides (detto anche Bonastruc ça Porta), divenne il Gran Rabbino della Catalogna. La comunità giudaica di Gerona cominciò la decadenza nel XIV secolo: il 10 agosto del 1391 molti ebrei vennero rinchiusi nella torre della città, la torre Gironella, per costringerli a convertirsi al cristianesimo. Infine il matrimonio tra Isabella di Castiglia e Ferdinando II di Aragona, i cosiddetti Re cattolici, diede vita al nuovo regno di Spagna, con l'unione dei loro due regni, espellendo gli ebrei da tutti i territori che erano sotto il loro dominio. Tuttora il ghetto di Gerona è uno dei meglio conservati d'Europa ed una delle attrazioni turistiche della città.
Il 19 febbraio del 1416 Ferdinando I d'Aragona convertì il titolo di duca di Gerona in principe di Gerona per poi consegnarlo all'erede al trono catalano-aragonese, il futuro Alfonso IV il Magnanimo.
Nel 1417, dopo un lungo periodo di indecisioni e rinvii si decise di costruire la cattedrale a navata unica di Gerona.

### Epoca moderna
Durante i secoli XV, XVI e XVII, la città continuò la sua crescita, con piccoli ampliamenti della sua cinta muraria, che servirono a difenderla dai diversi attacchi subiti verso la fine del XVII ed i primi del XVIII secolo da parte delle truppe francesi, nel contesto delle numerose guerre europee.
Gerona subì venticinque assedi e venne presa sette volte. Fu assediata dalle armate reali francesi di Charles de Monchy d'Hocquincourt in 1653, da quelle comandate da Bernardin Gigault de Bellefonds nel 1684 e due volte nel 1694 ad opera di Anne Jules de Noailles.
Nel XVII secolo, in epoca barocca, vennero costruiti alcuni edifici nobiliari all'interno della cinta muraria ed ultimata la cattedrale con l'aggiunta della scalinata e la conclusione dei lavori alla facciata.

### Epoca contemporanea

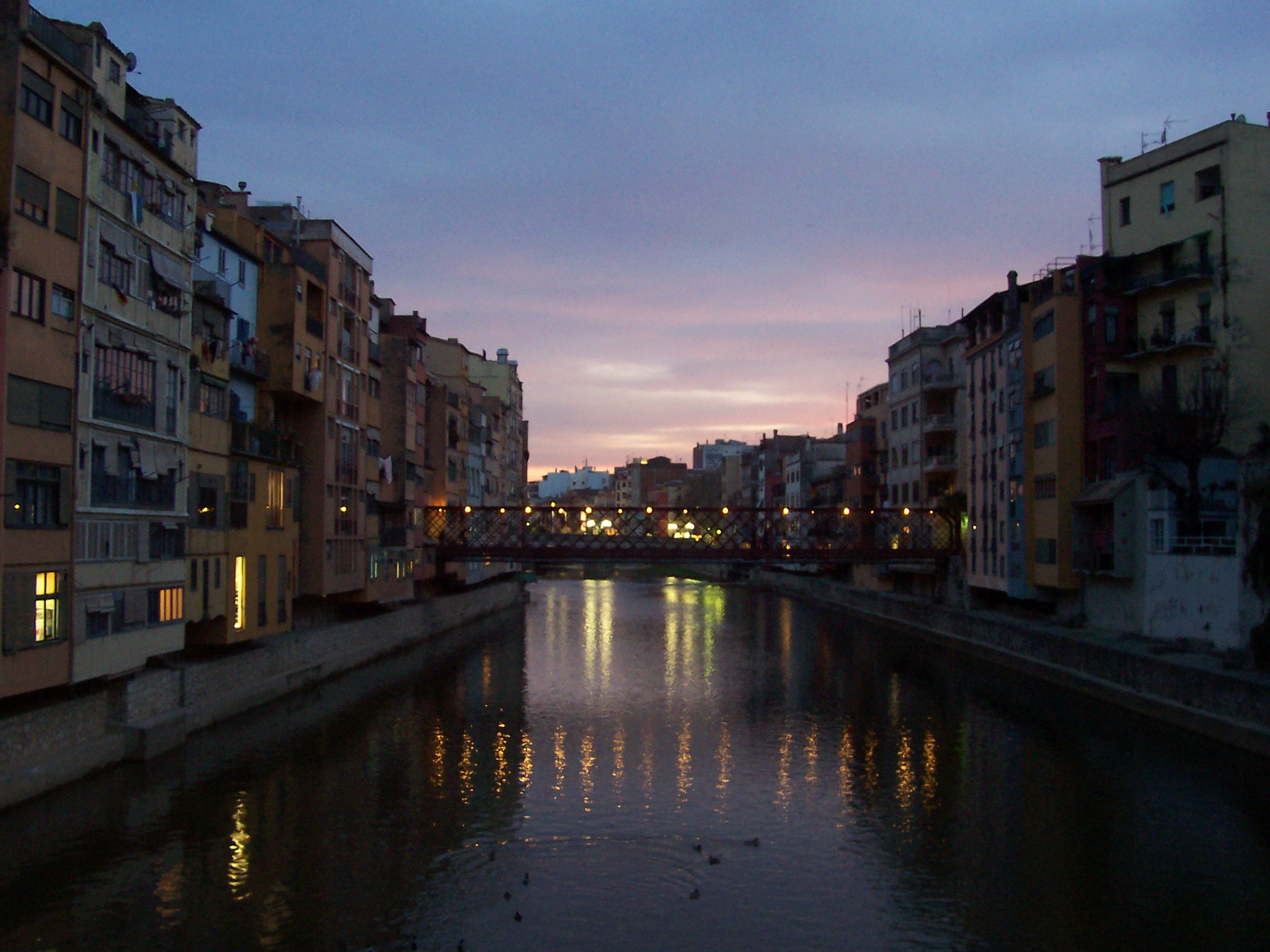
Il ponte Eiffel al tramonto.

L'assalto più famoso della città fu quello attuato dalle truppe di Napoleone Bonaparte tra il 1808 ed il 1809, durante la guerra d'indipendenza spagnola. In tutta la storia di Gerona mai nessun altro attacco provocò danni così gravi. L'esercito napoleonico prese d'assalto le mura cittadine bombardandole per ben due volte. Il periodo più difficile fu tra il maggio e il dicembre del 1809, con l'attacco da parte dei 35.000 francesi del maresciallo Pierre François Charles Augereau, duca di Castiglione, nonché del marchese Laurent di Gouvion Saint-Cyr.
A difendere la piazzaforte fu il generale Alvarez di Castro, che impedì la capitolazione della città. Alla morte del generale spagnolo, una guarnigione esausta e devastata dalla carestia e dalle malattie comandata da una piccola giunta militare di Julian de Bolivar, capitolò 12 dicembre 1809, dopo sette mesi di assedio, sotto i colpi dell'esercito assediante. Gerona divenne così il centro del dipartimento del Ter e annessa al primo impero francese fino al 1813.
Il dominio francese portò una modifica nell'assetto della città con la costruzione, nel 1850, della Devesa, un enorme giardino in stile francese che si trova di poco fuori dalla cinta di mura, al di là del fiume Onyar. La Devesa è il parco urbano più grande della Catalogna, misura circa 40 ettari. Verso il 1898, lo stato maggiore dell'esercito spagnolo tolse Gerona dalla categoria di piazzaforte e permise il parziale abbattimento del muro di cinta a sud della città. Gerona cominciò ad assumere la forma odierna.
Il 4 febbraio del 1939 le truppe franchiste occuparono la città. Il 21 aprile del 1990 Felipe di Borbone-Spagna viene insignito del titolo di principe di Gerona, proprio dell'erede alla corona d'Aragona, senza una vera cerimonia d'investitura. Il fatto provocò una sommossa di alcuni cittadini, specialmente da parte di indipendentisti catalani, che si riversarono per le strade della città, creando incidenti con la polizia e parecchi arresti.

## Il patrimonio artistico
Il Barri Vell, il centro storico di Gerona, cuore della città fondata dai romani, l'antica Gerunda, raccoglie i monumenti più importanti, circondati dall'immensa cinta muraria che si può percorrere grazie alla passeggiata archeologica, detta anche passeggiata della muraglia, da dove si può godere del panorama della città.

### Les Cases penjades, le case sull'Onyar

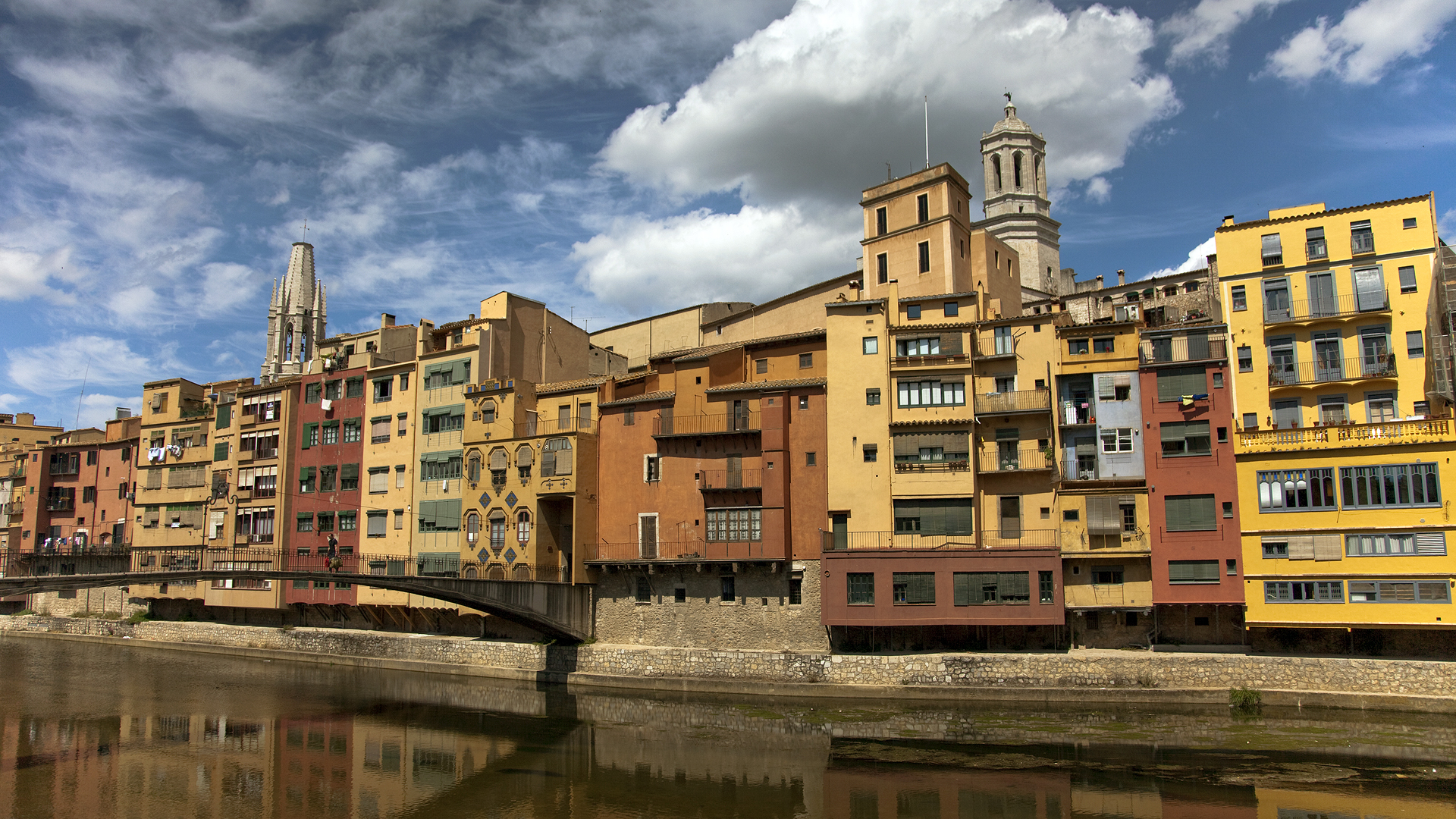
Le cases penjades sul fiume Onyar a Gerona.

Molto caratteristiche di Gerona sono le case dai colori pastello che si affacciano sul fiume Onyar. Queste pittoresche abitazioni costruite in diverse epoche storiche, a partire dalla fine del Medioevo, erano inizialmente abitate da pescatori, e si trovavano a ridosso del muro di cinta che finiva direttamente sull'Onyar, erano perciò "pendenti" (penjades) sull'acqua: quindi in una zona degradata, esterna alla città ed a stretto contatto con il fiume. Con successivo allargamento della Rambla e l'abbattimento di quella parte della muraglia, avvenuto in epoca recente, le case vennero inglobate nel centro storico e quindi ristrutturate. Oggi offrono un'immagine inconfondibile della piccola città mediterranea; la loro similitudine con le case affacciate sull'Arno di Firenze hanno valso a Gerona il soprannome di Petita Florència.

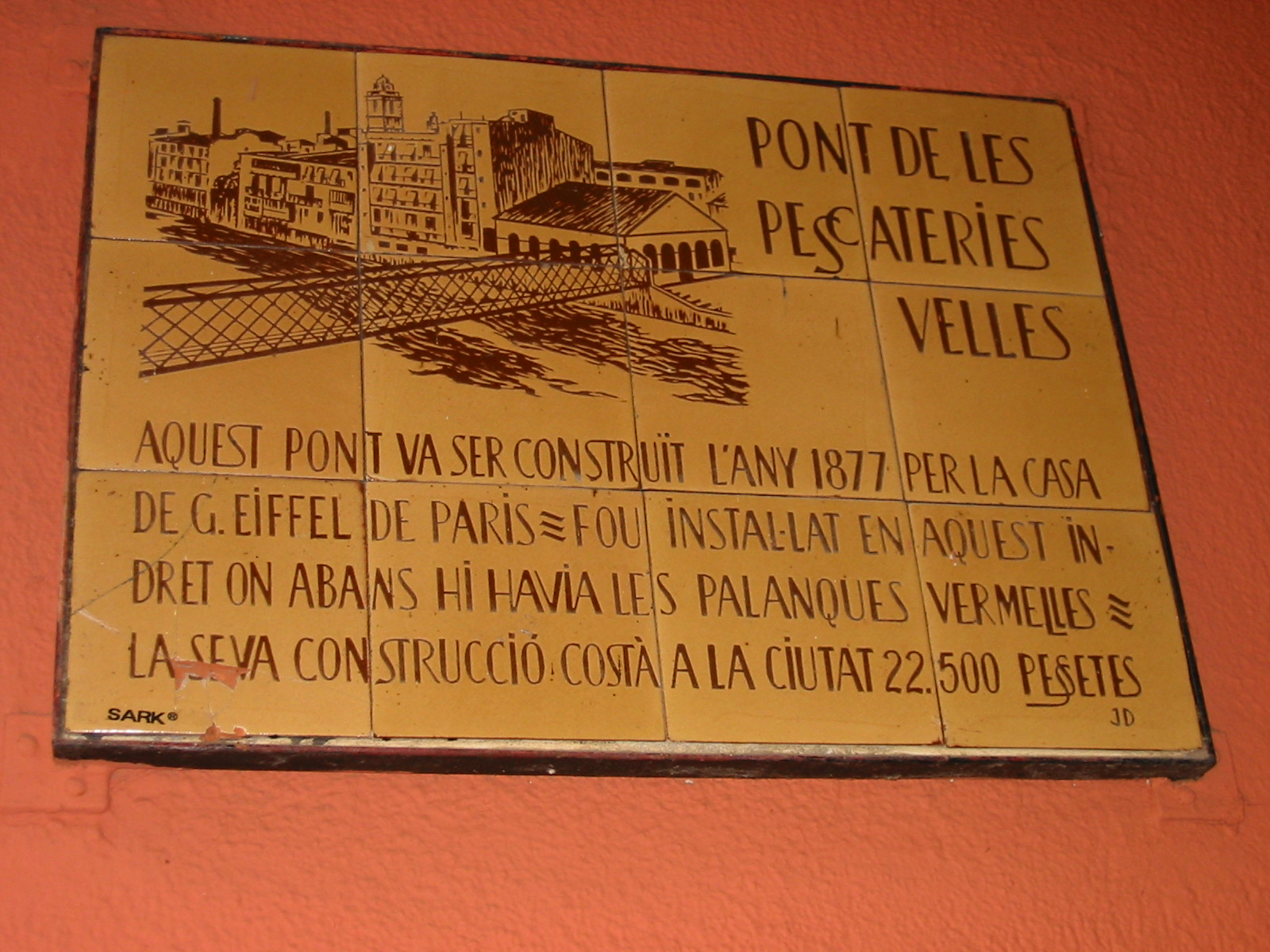
L'iscrizione che appare all'ingresso del Ponte Eiffel.

### Ponte delle antiche pescherie (Pont de les Peixateries Velles)
Tra i vari ponti che attraversano il fiume Onyar, ce n'è uno particolare in ferro dipinto di rosso che si trova proprio in corrispondenza delle cases penjades. È il ponte Eiffel o ponte di ferro, progettato da Gustave Eiffel nel 1877, lo stesso ingegnere che dopo qualche anno ideò la torre di Parigi. L'opera era stata progettata dall'ingegnere francese per essere posta all'interno della sua abitazione parigina. In seguito la città di Gerona decise di acquistarla per sostituire un'antica pedana di legno rossa (come il colore del ponte) costruita sul fiume Onyar dai pescatori.

### Il quartiere ebraico (Call jueu)
All'interno della fitta rete di stradine medievali del Barri Vell, si trova il quartiere ebraico, El call, dove visse fino alla fine del XV secolo la comunità ebraica cittadina. Si tratta di uno dei nuclei medievali meglio conservati in tutta Europa. Nel Centro Bonastruc Ça Porta, si trova l'antica sinagoga, oggi trasformata in un centro studi dell'università di Girona. Al lato nord del centro si incontra il Montjuïc, la cui etimologia riconduce al "monte dei giudei" per la presenza dell'antico luogo di sepoltura.

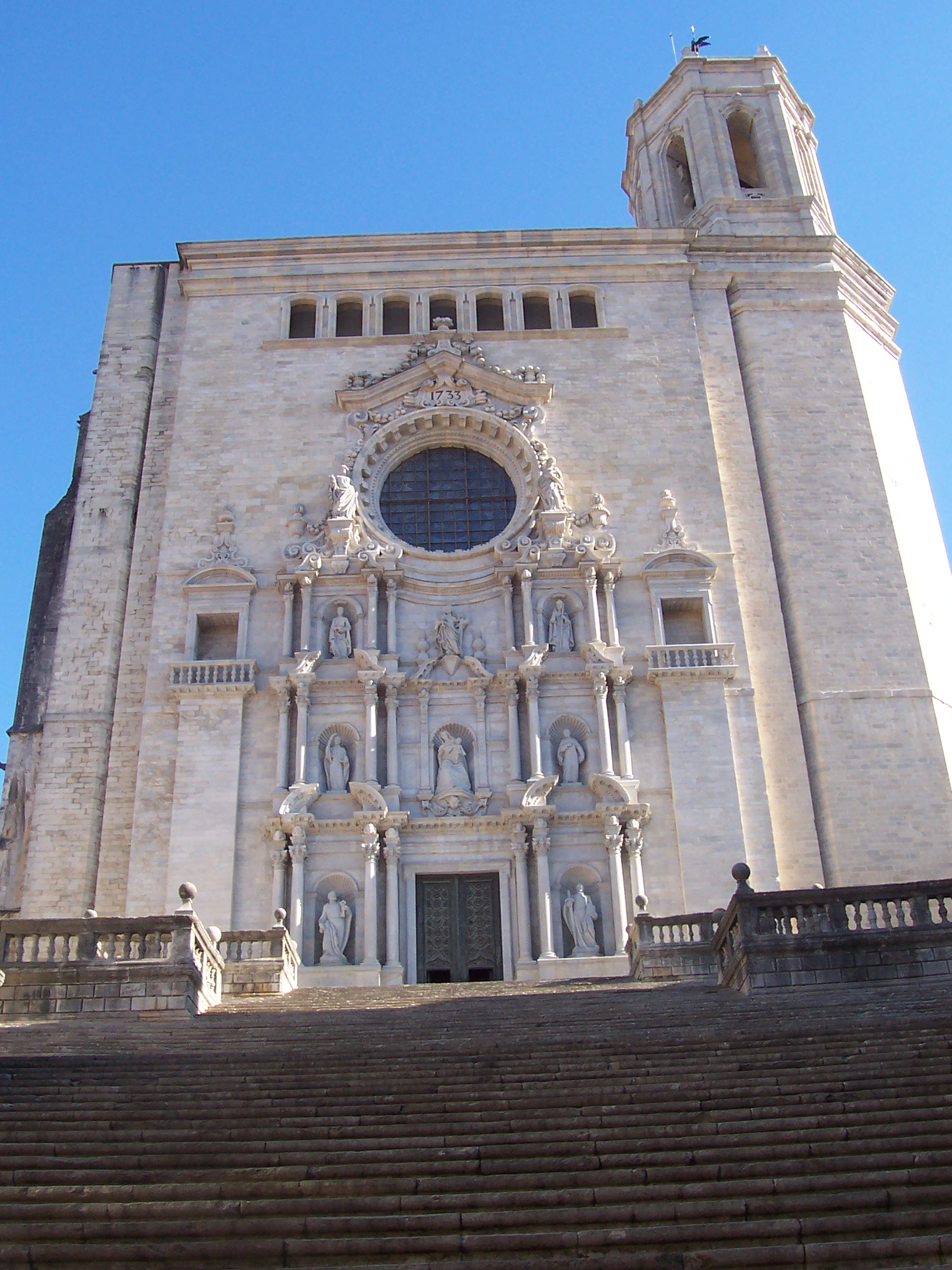
Cattedrale di Gerona

### La cattedrale

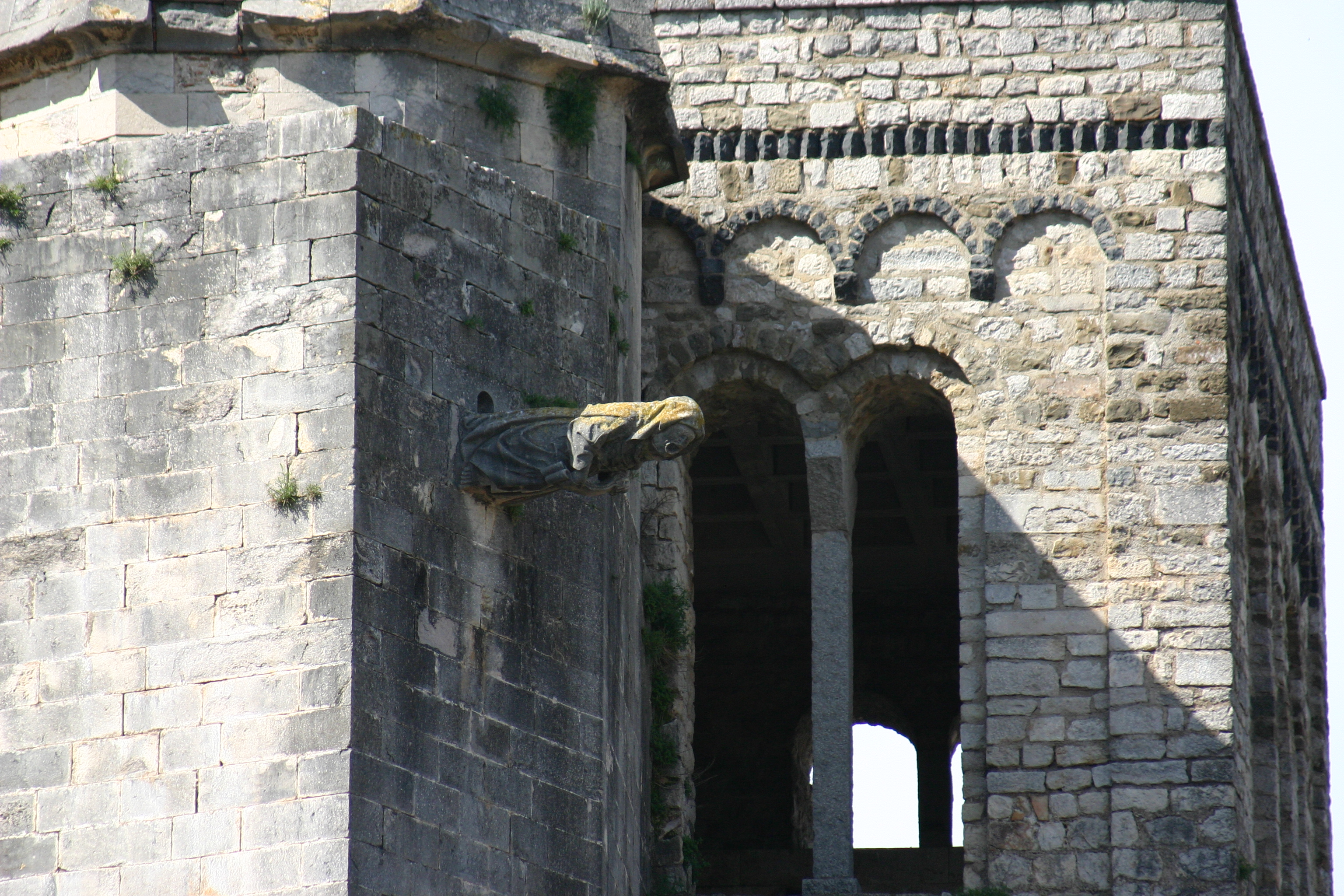
La strega di pietra.

Nella piazza della cattedrale spicca la Casa Pastorale, un edificio rinascimentale attualmente adibito a palazzo di giustizia. In questa piazza si trova la Cattedrale o Santa Maria, chiesa a pianta basilicale con la navata gotica più larga del mondo (22,98 metri); è anche la seconda più grande di qualsiasi stile, dietro a quella di San Pietro in Vaticano (25 metri). La sua costruzione cominciò nell'XI secolo e venne ultimata nel XVIII secolo. La torre campanaria è del 1040, è suddivisa in piani separati da solai sorretti da piccoli archi lombati ciechi che si trasformano in finestre nel piano superiore che contiene la campana.

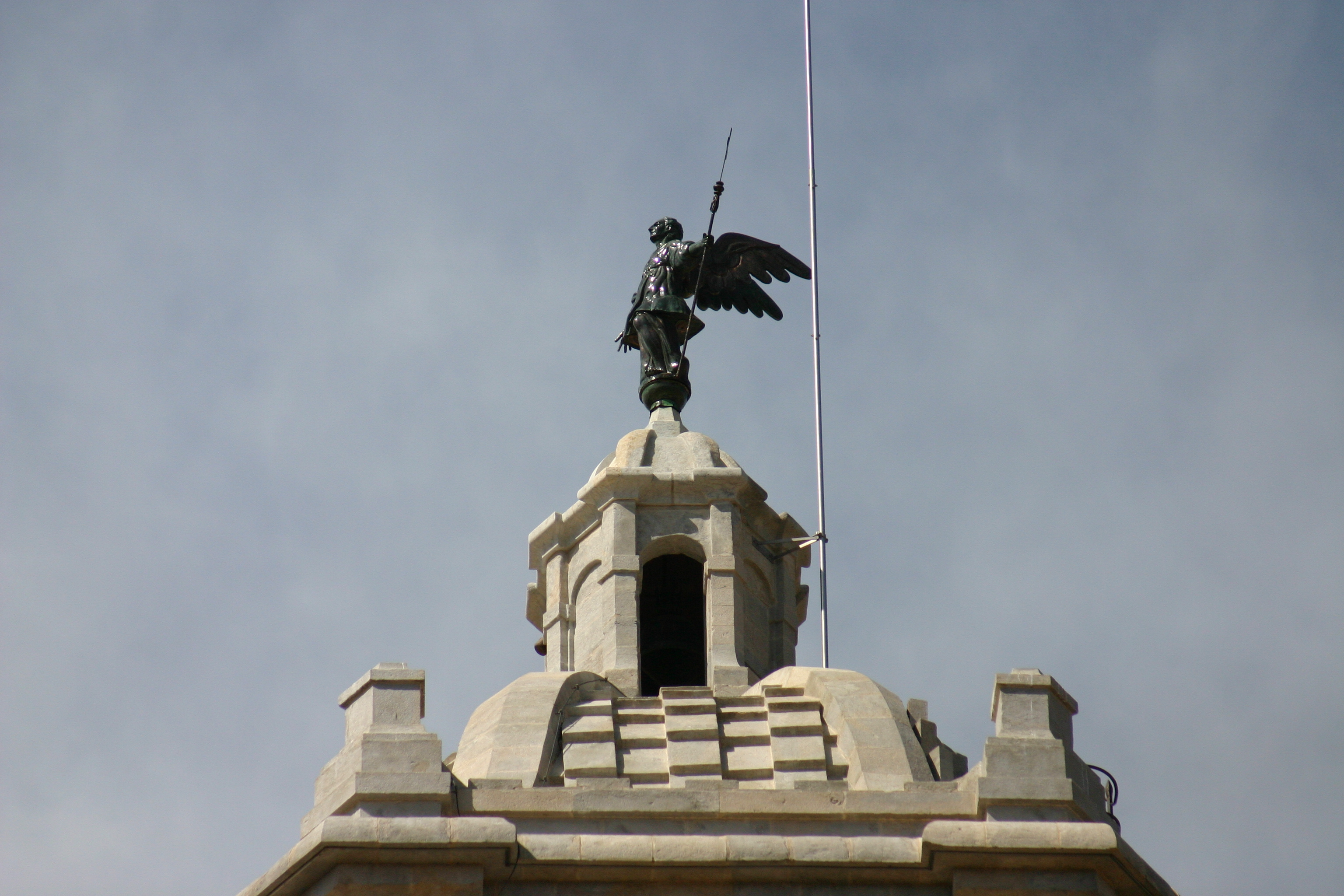
L'angelo della Cattedrale.

L'idea originale era di costruire la chiesa in tre navate. La proposta di continuarla in una navata unica provocò la sospensione dei lavori e una discussione interminabile da parte dei responsabili e dei tecnici che durò per cinquant'anni. Nel 1417 il vescovo convocò una riunione con i costruttori e gli architetti nella quale si decise che la chiesa avrebbe avuto un'unica navata, con un'altezza di 34 metri, trasformandola in un monumento unico nella storia dell'architettura gotica mondiale.
La facciata è barocca e venne progettata nel 1730 da Pau de Costa. La scalinata centrale d'accesso si realizzò nel 1607. Nella parte esterna la cattedrale conserva il portico gotico di San Miguel, situato al nord, ed il portico degli Apostoli al sud, del XIV secolo, al quale vennero aggiunte delle sculture del XV secolo.
Il chiostro romanico, del XII secolo, è situato sopra la cappella maggiore; l'altare maggiore, d'argento dorato e smalto è un'opera maestra dell'oreficeria gotica, realizzata tra il 1320 ed il 1357. Nel punto più alto della cattedrale c'è una figura di un angelo. Inizialmente si trattava di un'allegoria della Fede, dal momento che la rappresentazione aveva gli occhi coperti da una benda. Al momento del suo restauro venne collocata una testa senza la benda.
Tra i doccioni della cattedrale ce n'è uno, l'unico che rappresenta una figura umana: precisamente una strega (La strega della cattedrale). Secondo la leggenda, viveva a Gerona una donna che si dedicava all'arte della stregoneria, che, per dimostrare il suo odio nei confronti della religione, aveva l'abitudine di tirare delle pietre contro il tempio. Un giorno per opera divina venne trasformata in pietra ed i cittadini la inserirono nella costruzione della cattedrale affinché dalla sua bocca non uscissero più maledizioni ed insulti ma limpida acqua piovana.

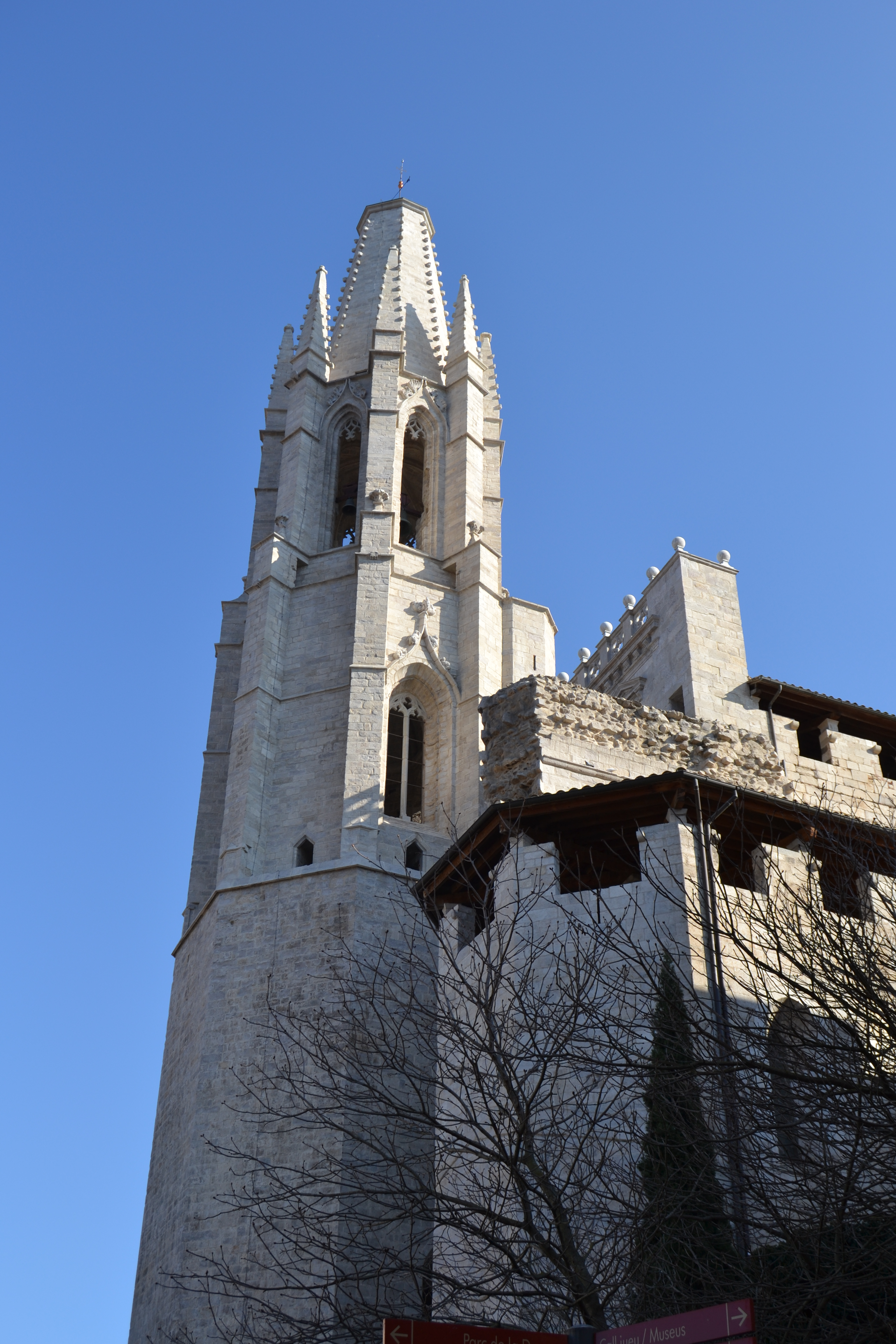
Facciata della Chiesa di Sant Feliu

Oltre ad altri edifici civili come la Casa de l'Ardiaca e il palazzo episcopale, il Barri Vell include anche altre importanti costruzioni religiose: la Chiesa di Sant Pere de Galligants e la Basílica de Sant Feliu.

### Chiesa di Sant Feliu (o San Felix)
Questo tempio venne iniziato al principio del XII secolo, sopra la tomba di San Felice l'africano; benché la sua pianta sia romanica, le opere di costruzione furono realizzate in diverse tappe e stili. Sono gotici l'abside, e le decorazioni degli interni e la torre campanaria, che nel progetto iniziale avrebbe dovuto avere una sua omologa sull'altro lato della facciata, creando un effetto di simmetria. La facciata principale e la scalinata sono barocche, vengono conservati in stile romanico solo i pilastri e gli archi delle navate. All'interno si trova la cappella di San Narcís dove sono conservate le spoglie del santo, nell'altare maggiore una pittura barocca rappresenta il miracolo delle mosche, compiuto dal santo per cacciare via i francesi di Filippo III che nel 1285 assediarono la città. Nella chiesa è conservata anche la tomba di Alvarez di Castro, il generale che contribuì alla difesa della città durante la guerra di indipendenza combattendo fino alla morte contro le truppe napoleoniche.
Di fronte alla scalinata di questa chiesa si trova la Lleona, il simbolo di Gerona. Si tratta di una statua di origine medievale rappresentante una leonessa arrampicata su una piccola colonna. Probabilmente doveva essere stata scolpita per essere messa all'interno della chiesa di Sant Feliu, rimasta incompleta per carenza di fondi.

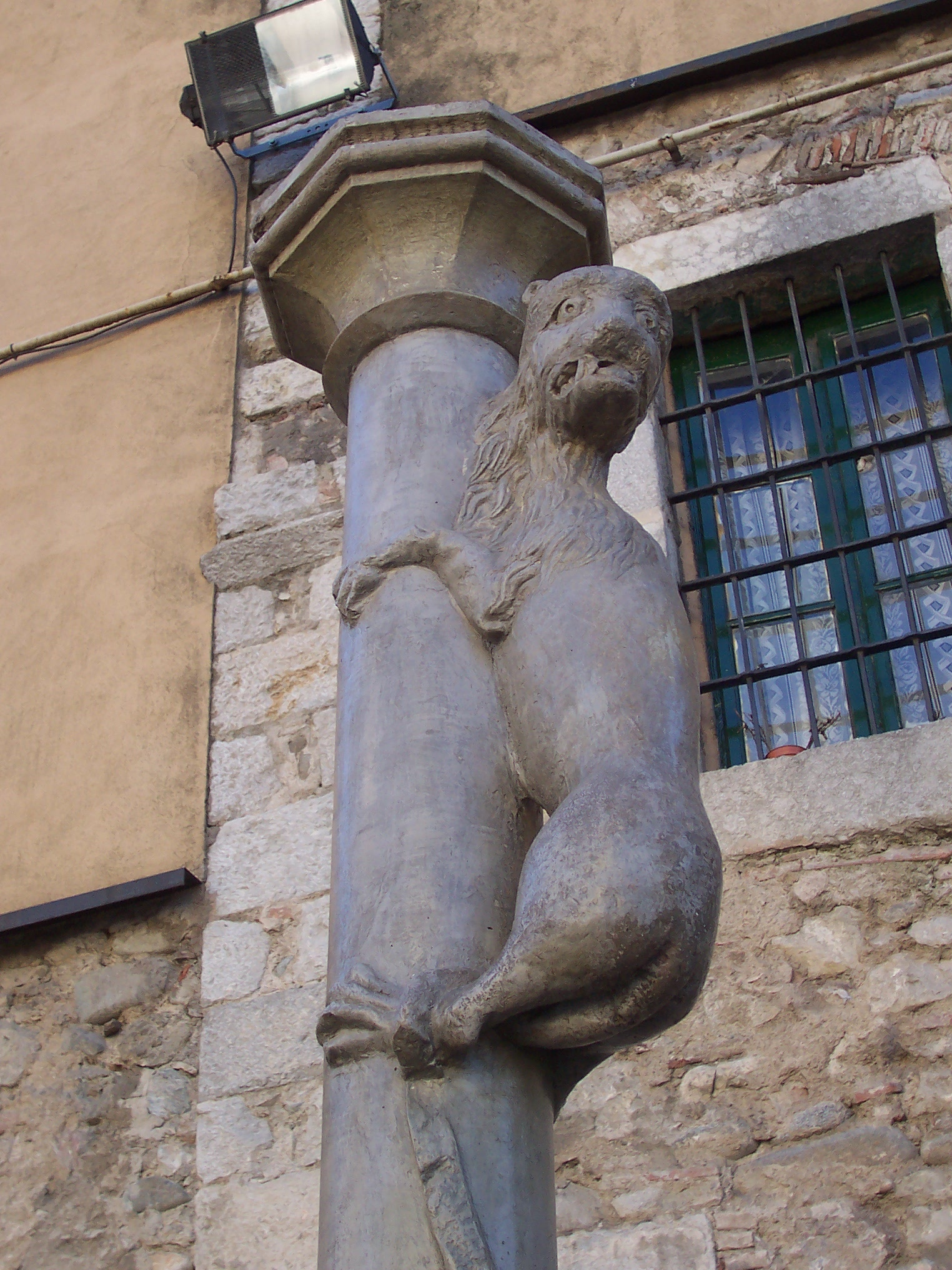
La "Lleona", il simbolo di Gerona.

Una leggenda tradizionale della città dice che ogni abitante di Gerona, prima di partire per un lungo viaggio, ha il dovere di baciare il posteriore della leona, compiendo la promessa di fare ritorno alla cittadina catalana: la promessa è valida anche per i viaggiatori che si apprestano a far ritorno alle loro case. La scultura esposta è una copia dell'originale che attualmente si trova nel Museo d'arte di Gerona.

### Monastero di Sant Pere de Galligants, Museo Archeologico di Gerona

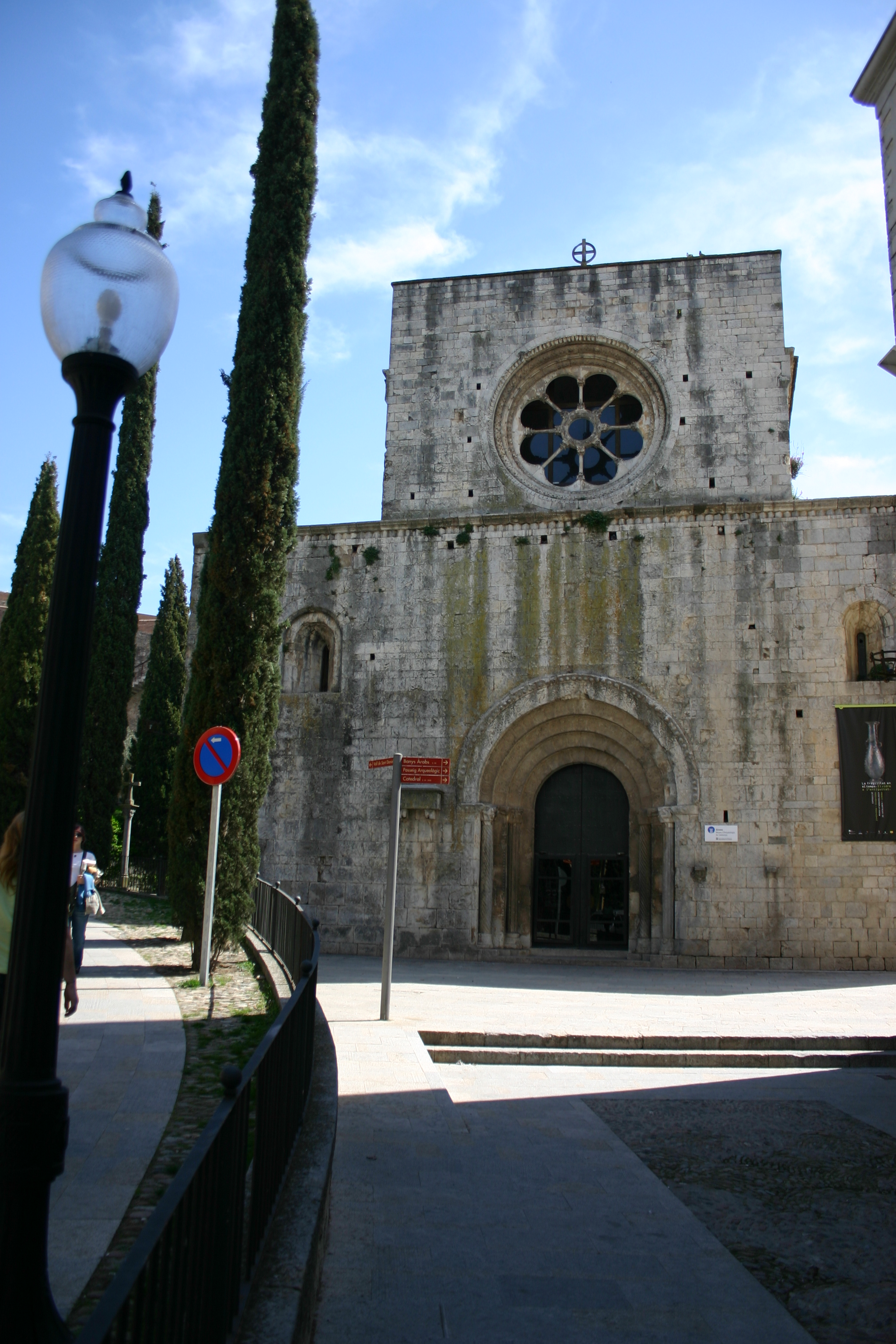
Monastero di Sant Pere de Galligants

Si tratta di una delle più importanti costruzioni del romanico catalano. Non si conosce la data esatta della sua fondazione, essendo stata costruita su un edificio preesistenze di periodo pre-romanico, ma alcune documentazioni la fanno risalire alla fine del X secolo. Venne comunque ultimata durante il XII secolo. In origine era una monastero benedettino, posto all'esterno del recinto urbano. La chiesa è ampia e monumentale, con tre navate separate da grossi pilastri. All'interno del monastero e del piccolo chiostro è stato allestito un museo archeologico nel quale sono conservati molti reperti dell'antica Gerunda.

### I bagni arabi
Ispirati alle terme ed i bagni pubblici romani, con l'inserimento di elementi decorativi di gusto orientale. Caratteristica nei bagni arabi è la cupola alla fine del percorso sormontata da un suggestivo lucernario che ne illumina gli ambienti. L'edificio esterno in stile romanico, costruito nel 1194, con una struttura che imitava la distribuzione dei bagni musulmani, secondo la moda dell'epoca. Dopo un'opera di ristrutturazione della fine del Duecento, i bagni vennero chiusi definitivamente nel XV secolo. Nel 1617, rimasero a disposizione del convento dei cappuccini, che li utilizzò come dispensa, cucina e lavanderia. La struttura venne aperta al pubblico solo nel 1929.

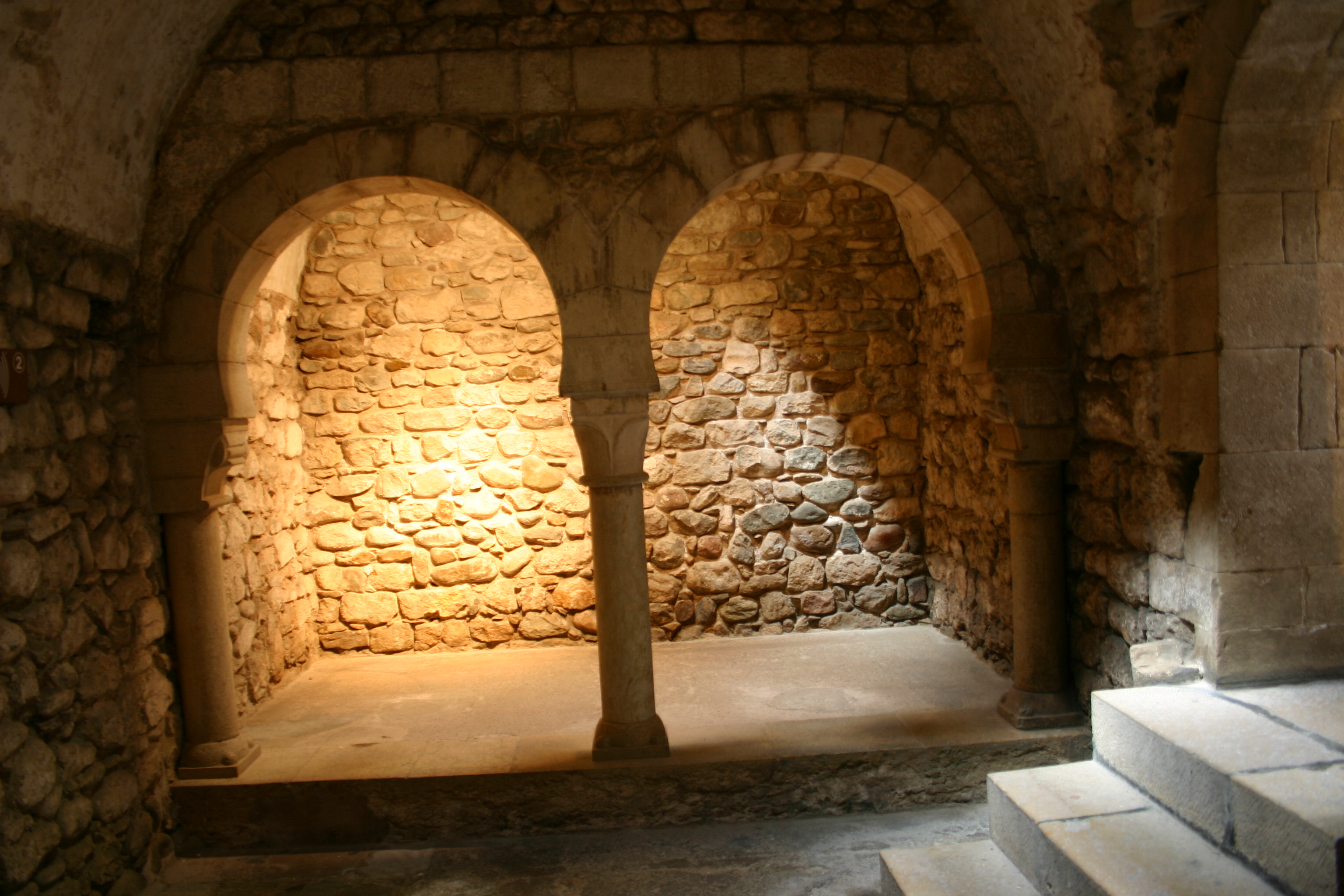
L'interno dei bagni arabi, il frigidarium

### Altri luoghi di interesse
Importanti sono anche il parco della Devesa, il più grande parco cittadino della Catalogna, fatto ristrutturare dai francesi durante la dominazione napoleonica della città. Vennero piantati circa 2.500 platani e un giardino in perfetto stile francese.
Come Barcellona, anche Gerona possiede una rambla, il corso principale della città che comincia dal Pont de Pedra e corre parallelo al letto del fiume Onyar. Nel Medioevo era uno spazio dedicato al mercato, oggi è un ombreggiato e gradevole viale porticato dove sono ubicati i principali negozi e bar all'aperto del centro. A questa strada importante è legato un fatto popolare del periodo tardo medievale: in un'epoca in cui la peste in Europa era il principale timore collettivo, per le sue conseguenze mortali, anche la città di Gerona subì le conseguenze di questa terribile epidemia. Molti casi di questa malattia si manifestarono nella zona del Carrer d'Argenteria, l'ultimo tratto della Rambla, che porta questo nome per via delle antiche botteghe di gioiellieri e cesellatori. Per evitare il possibile contagio del resto della città, il viale venne posto in quarantena e chiuso con delle barricate di legno alle estremità, e vennero sbarrate porte e finestre degli edifici, credendo che questa misura fosse sufficiente ad impedire la trasmissione della pestilenza. Durante questo periodo gli abitanti della zona si videro obbligati a rimanere isolati, senza poter uscire a causa delle barriere. Le lunghe ore di tristezza e noia vennero interrotte dalla presenza di un personaggio popolare chiamato il Tarlà, che faceva capriole rimanendo in equilibrio su un'asta di legno posto tra i balconi dei palazzi ai limiti della strada come un acrobata da circo.

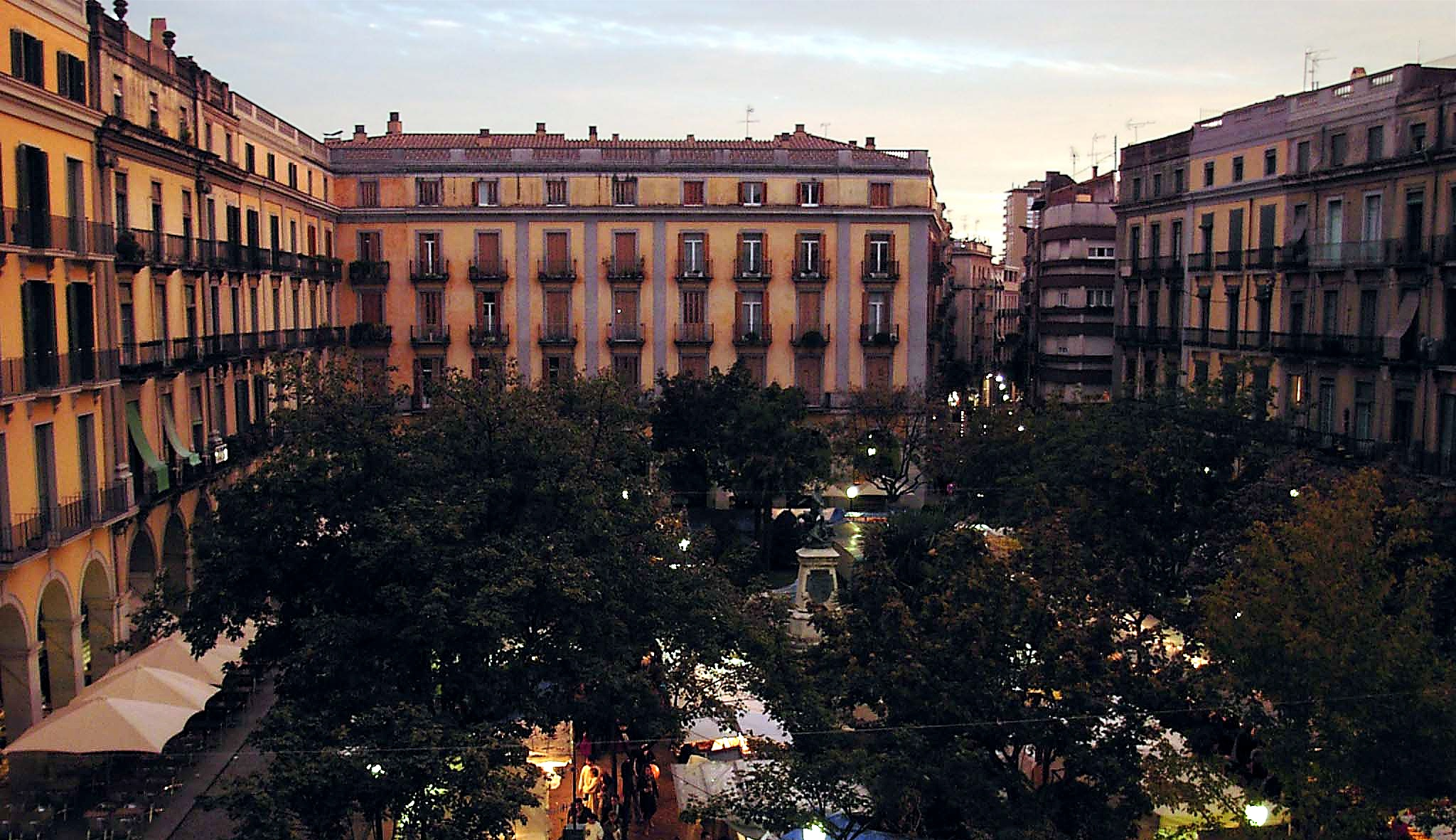
Plaça de la Independència.

 Per ricordare questo simpatico personaggio, venne costruito un pupazzo che venne appeso a una barra posta tra due edifici del corso, e che, col passare del vento, imitava le giravolte del suo predecessore in carne ed ossa. Inizialmente il pupazzo veniva esposto il 28 agosto, il giorno di Sant'Augustino, patrono del viale. Attualmente questa festa non viene più celebrata, ma la tradizione del Tarlà viene rinnovata durante le feste di primavera a partire dal 23 aprile, giorno di San Giorgio (Sant Jordi in catalano), santo patrono della Catalogna, quando in tutta Gerona, e sulla rambla in particolare, vengono realizzate delle splendide installazioni artistiche composte di fiori freschi, e l'emulo di questo simpatico personaggio fa di nuovo la sua comparsa tra gli edifici del corso.
Un secondo luogo di rilevante importanza è la Plaça de la Independència, una piazza porticata al centro della quale sorge il monumento ai caduti durante la dominazione napoleonica della città. È in questo quartiere che si trovano la maggior parte dei locali di Gerona, facendo di questo luogo il cuore pulsante della vita notturna gironina. Di notevole interesse è un edificio del 1918 che si trova nei pressi della stazione ferroviaria, chiamato "La Punxa", opera dell'architetto gironino Rafael Masó, uno dei più begli esempi di stile liberty catalano.
La piazza delle Uve (in catalano, la Plaça dels Raïms) è presentata come la piazza più piccola d'Europa.

## Infrastrutture e trasporti

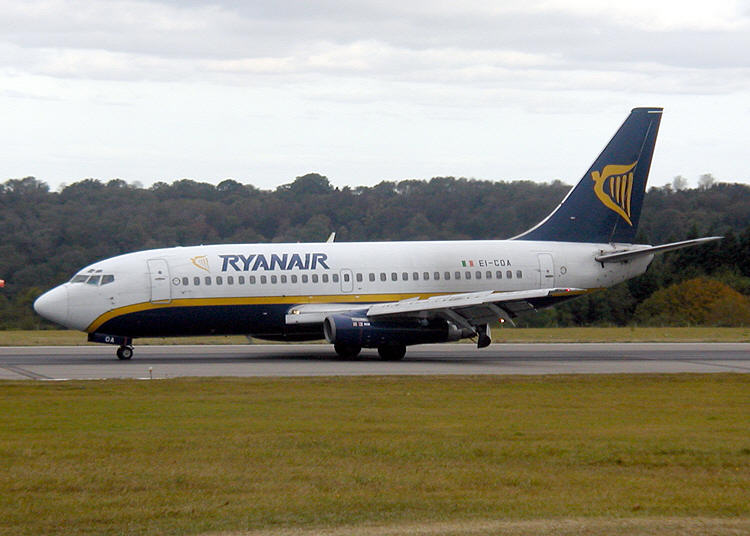
L'irlandese Ryanair è stata la prima compagnia low-cost a sfruttare le infrastrutture dell'aeroporto di Gerona.

### Porto e aeroporto
Il municipio di Gerona non dispone di accesso al mare, o di una struttura portuale. Storicamente il porto della città è considerato quello di Sant Feliu de Guíxols, a 40 km dalla città. In epoca medievale, Gerona aveva il completo controllo di questo approdo e dei guadagni provenienti dalle imposte. Attualmente, Gerona non ha diritti sul porto di Sant Feliu de Guíxols: quest'ultimo è stato sostituito come importanza da quello di Palamós, la principale infrastruttura della provincia di Gerona, anch'esso collocato a circa 40 km dalla città.
L'infrastruttura aeroportuaria che serve la città di Gerona ed il resto della provincia è l'aeroporto internazionale Girona-Costa Brava, situato nel municipio di Vilobí d'Onyar, a 12 km dalla città. Dopo la sua creazione, nel 1969, l'aeroporto è passato da essere una struttura di secondo ordine, con pochi voli charter, a un'infrastruttura di prima categoria, grazie all'arrivo delle compagnie a basso costo a partire dal 2003. Per questo motivo ha smesso di essere semplicemente un aeroporto della provincia di Gerona e si è convertito in uno degli aeroporti internazionali di Barcellona. Questo cambiamento ha fatto sì che la città acquistasse una maggior notorietà anche da un punto di vista turistico.

### Sistema ferroviario

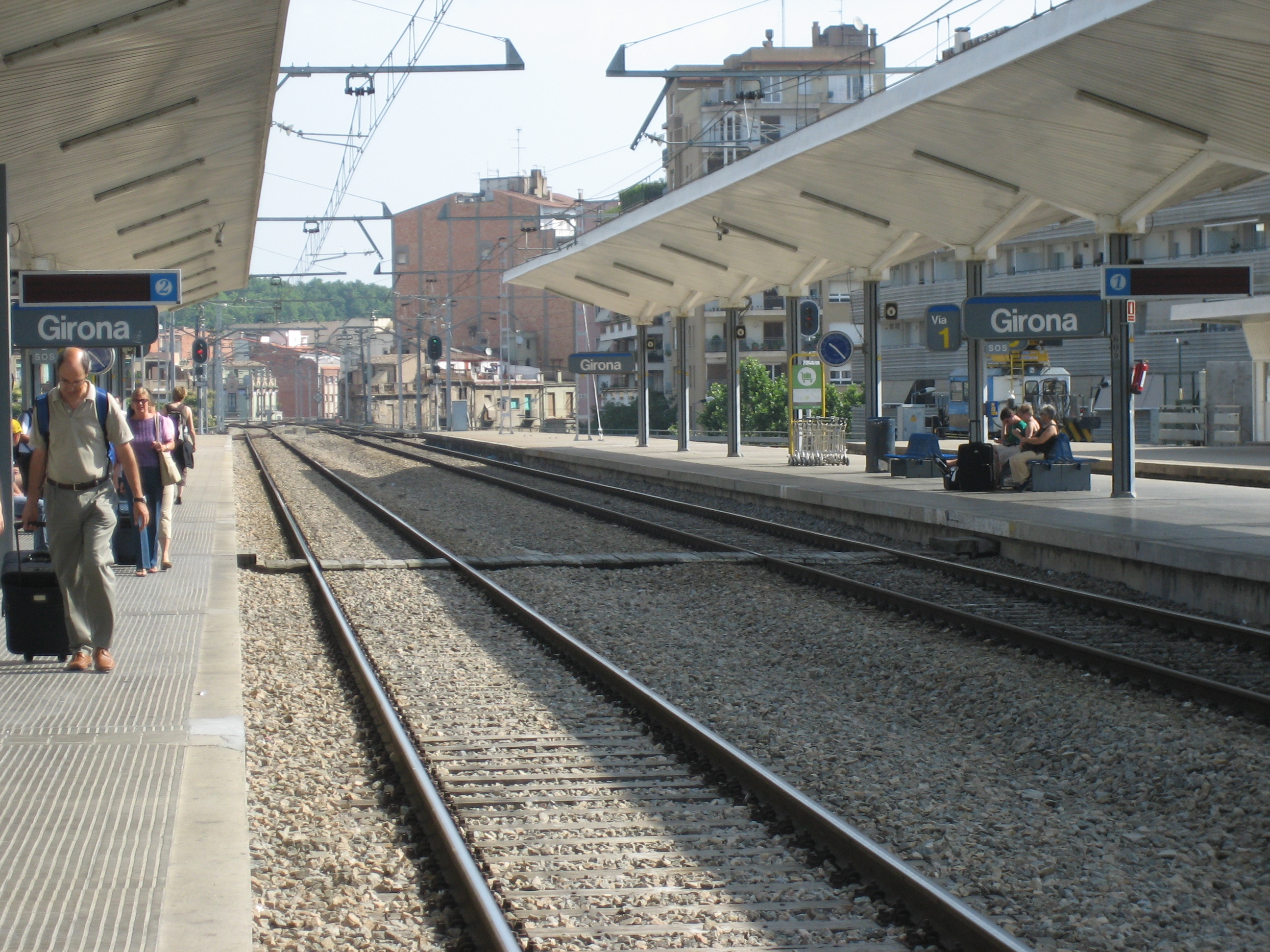
La stazione del treno convenzionale di Gerona.

Gerona dispone di una buona rete ferroviaria; lo scalo principale è la stazione di Girona e la linea principale è costituita dalla rete regionale che unisce Portbou, Figueres e Gerona con Barcellona. Un'altra importante linea è quella che collega Gerona con Valencia, Montpellier, Parigi, Zurigo e Milano. Le infrastrutture ferroviarie attraversano la città da nord a sud mediante un viadotto. Attualmente, con il prospettato arrivo del treno ad alta velocità, si sta attuando un progetto per portare sotto terra la struttura.
Anticamente la città disponeva anche di altri collegamenti con le piccole città della provincia, Banyoles, Palamós, Olot e Sant Feliu de Guíxols, ma durante la dittatura franchista, queste vennero soppresse contro la volontà popolare.

### Strade
Un gran numero di infrastrutture stradali attraversano il territorio di Gerona, tappa obbligata prima di raggiungere la Costa Brava, e punto di raccordo tra la Spagna e la Francia. L'autostrada AP-7 collega la Catalogna con il sud della Francia. L'A-2 è una vecchia strada statale che attraversa il municipio di Gerona: fu uno scandalo degli anni novanta poiché attraversa un territorio naturale protetto, la Vall de Sant Daniel. Oltre alle strade statali nella provincia sono presenti anche strade gestite dalla comunità autonoma della regione e sono quelle che collegano Gerona con le città circostanti.
- C-65: unisce Gerona con Sant Feliu de Guíxols.
- C-66: unisce Gerona con La Bisbal d'Empordà e Palafrugell.
- N-141: unisce Gerona con Bescanó e Anglès, segue il corso del fiume Ter.
- C-25: unisce Gerona con Santa Coloma de Farners, Vic, Manresa e Cervera e si allaccia con la statale A-2.

### Autobus
Molto utilizzata è la rete di autobus metropolitani, regionali e nazionali che spesso risultano di gran lunga più economici del treno, e che principalmente collegano Gerona con i luoghi turistici della Costa Brava.
La stazione centrale degli autobus si trova dietro la stazione ferroviaria nel centro della città.

## Cultura e sport

### Musei
- Museo della storia della città

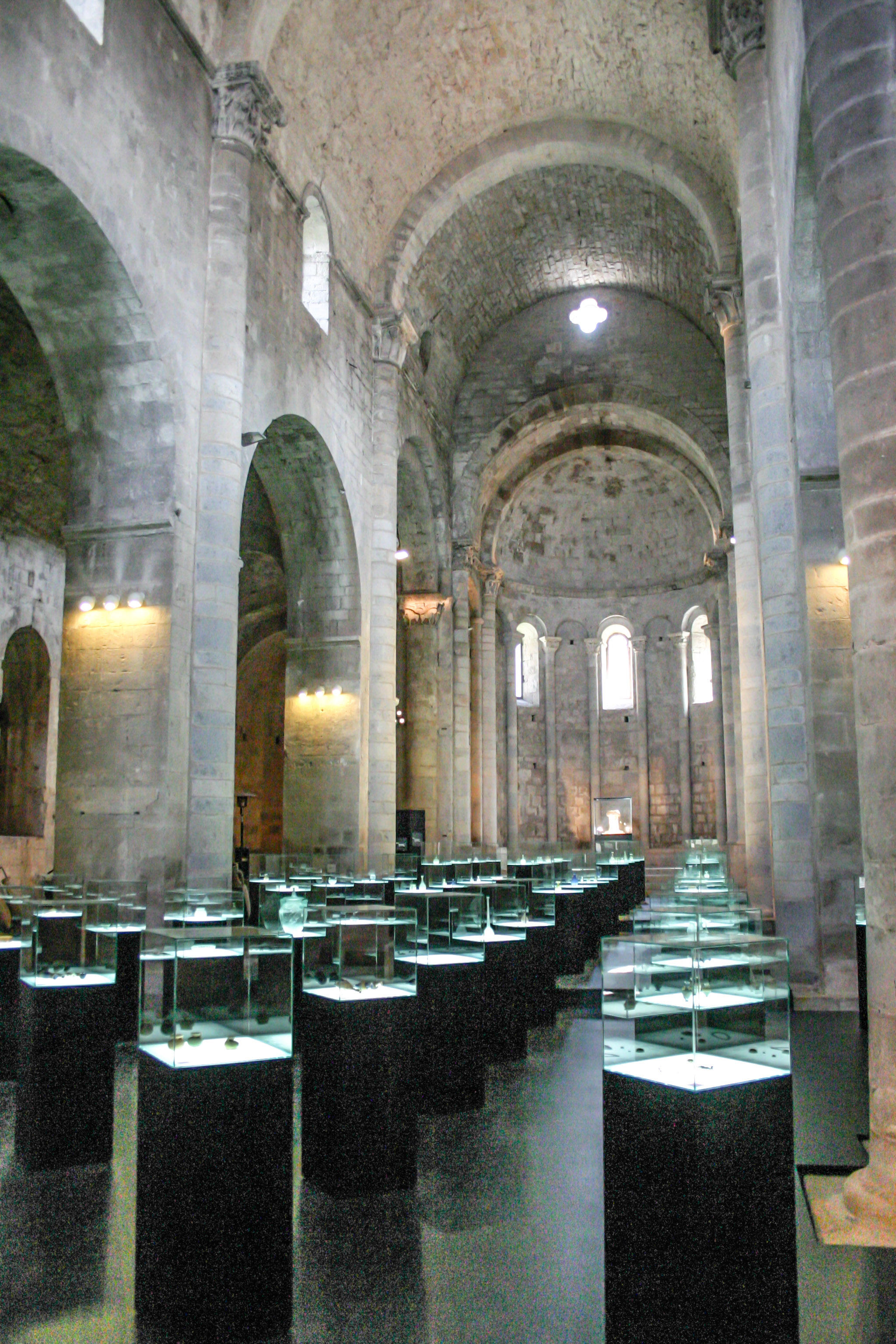
Il Museo Archeologico di Gerona.

Situato in pieno centro storico, il Museo di Storia occupa differenti locali dell'antico convento cappuccino di Sant'Antonio (Sant Antoni), del XVIII secolo. Nella collezione permanente del museo sono presenti un gran numero di reperti archeologici, cimeli storici e fotografie d'epoca che accompagnano il visitatore dagli albori della storia di Gerona, fino alla città dei giorni nostri. Nel piano terra è possibile visitare le celle ed il cimitero dell'antico convento, mentre i tre piani superiori sono divisi per epoche storiche, antica-medievale, moderna e contemporanea.
- Museo Archeologico

L'interno del Monastero di San Pere dels Galligants, è la sede di questo museo. All'interno reperti provenienti dalla zona di Empúries, i primi ad esser arrivati al museo dopo gli scavi fatti dalla Commissione ai Monumenti nel 1846. Di notevole interesse sono le lapidi e le sculture romane dell'antica Gerunda, recuperate occasionalmente durante il restauro dei danni provocati dalla Guerra d'Indipendenza contro le truppe napoleoniche. La maggior parte dei pezzi della collezione sono stati recuperati alla fine del XIX secolo e vanno dalla preistoria fino al periodo medievale.
- Museo del Tesoro della Cattedrale

Questo museo occupa varie sale della Cattedrale dalla metà del XX secolo. Sono racchiuse al suo interno interessanti collezioni d'arte sacra, oggetti liturgici e splendide opere di oreficeria. Tra i pezzi più importanti si menzionano: il Beatus, un antico codice del 975 d.C. ed il famoso Tapiz de la Creació un prezioso arazzo romanico del XII secolo, considerato l'opera maestra della Cattedrale.
- Museo d'Arte

Il Museo d'Arte di Gerona, conosciuto come MDA, si trova alla fine della Pujada de la Catedral (Salita ella Cattedrale), ospitato in uno degli edifici più d'interesse della città: il Palazzo Episcopale. Nei suoi sei piani sono esposte opere a partire dal periodo romanico fino all'atre contemporanea. Spiccano pregevoli manufatti artistici quali: l'antica Ara di Sant Pere de Rodes (San Pietro da Rodi), dei bellissimi affreschi romanici provenienti da alcune chiese dei Pirenei nei dintorni della città ed un'importante collezione di quadri realizzati da autori catalani dei secoli XIX e XX, tra cui Martí Alsina e Joaquim Vayreda.
- Museo della storia ebraica

La storia dell'importante comunità ebraica di Gerona a partire dall'XI secolo fino all'espulsione finale da parte dei Re Cattolici nel XV secolo è stata ricostruita in questo museo che si trova in un edificio di Carrer de La Força. Nelle sue sale ci sono numerosi oggetti appartenenti alla cultura ebraica di vari periodi storici, di particolare interesse una grandiosa collezione di antiche lapidi.
- Museo del Cinema

Unico museo di questo tipo in tutta la Spagna, inaugurato nel 1998, nelle sue numerose sale si trova un percorso dagli inizi della riproduzione del movimento fino all'arrivo del cinema. Motivo di grande attrazione è la collezione di oggetti cinematografici del regista catalano Tomás Mallol, riconosciuta a livello internazionale.

### Teatri
- Teatre Municipal

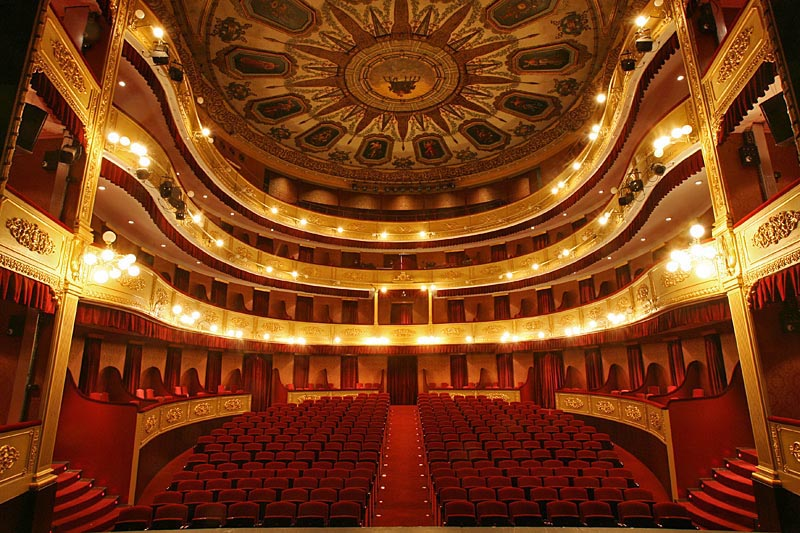
Il Teatre Municipal

Finanziato dal comune di Gerona, viene gestito dalla Sezione del Teatro e dello Spettacolo della città, la stessa che gestisce le feste maggiori e le rappresentazioni tradizionali. Costruito all'interno dell'antica chiesa di Sant Domènec, una parte di un antico complesso monasteriale. Il teatro si trova alle spalle della sede centrale dell'Universitat de Girona, che una volta era il vecchio monastero. Ha una capacità di 778 spettatori e le rappresentazioni riguardano spesso opere teatrali e liriche famose e concerti di musica classica. La programmazione stabile va da settembre a maggio ed offre circa 150 rappresentazioni ogni anno.
- Sala La Planeta

Creato nel 1987, in un edificio che per molti anni fu il garage e la stazione di una compagnia privata di Autobus. È diviso in due piani, il piano inferiore viene utilizzato come sala polivalente per l'organizzazione degli spettacoli, ha una capacità massima di 200 spettatori. Viene gestito dalla compagnia teatrale "La Planeta", si pone come la prima alternativa al Teatro Municipale, offrendo un palinsesto di spettacoli del teatro d'avanguardia. Alle spalle di questo teatro, nello stesso edificio si trova il "Platea", uno dei locali più famosi di Gerona.
- Auditori de la Mercè

Il Centro Culturale la Mercè è una struttura polivalente e pluridisciplinare che gestisce una programmazione di attività culturali e che accoglie iniziative diverse artistiche, musicali e letterarie. Si trova all'interno dell'antico convento della Mercè, un edificio costruito nel XIV secolo che durante il XIX secolo fu trasformato in un ospedale militare, venne adibito a Centro Culturale nel 1984. Ha una capacità di 330 persone, dispone di varie sale nelle quali vengono organizzate diverse attività quali concerti, convegni e rappresentazioni artistiche. All'interno della struttura sono presenti anche degli spazi espositivi dove vengono organizzate delle mostre temporanee.

### Università
La modernissima università di Gerona (Universitat de Girona) è dislocata in vari edifici sparsi in diverse zone della città. La sede principale sorge all'interno dell'antico monastero di Sant Domènec sul punto più alto del centro storico, mentre il campus si trova nella zona residenziale di Montilivi nella periferia sud-est. Ogni anno questa struttura ospita un cospicuo numero di studenti stranieri, il fatto ha contribuito molto ad accrescere la popolarità di Gerona, della cultura e lingua catalana con la quale si svolgono la maggior parte delle lezioni.

### Sport
La principale squadra di calcio di Gerona è il Girona Futbol Club che milita in Primera Divisiòn, la massima serie del calcio spagnolo. Le partite si svolgono al Municipal de Montilivi, che si trova all'interno del campus universitario.
Il Bàsquet Girona è la squadra di basket della città; che milita in Liga ACB, la massima serie del campionato di basket spagnolo. Gioca le partite in casa nel Pavelló Girona-Fontajau.

### Feste tradizionali
- Festa di Sant Narcís: dal 28 ottobre al 6 novembre.

Questa festa, dedicata al santo patrono di Gerona, si celebrano durante la settimana nella quale cade il 29 ottobre, giorno dedicato a Sant Narcís. I festeggiamenti cominciano solitamente il giorno prima, il 28 ottobre, dove i cittadini si ritrovano nella piazza del municipio, con una proclamazione dal balcone dell'edificio da parte del sindaco. Il 29, si celebra una messa solenne nella chiesa di San Feliu, dove sono conservate le reliquie del santo. Paradossalmente la messa dedicata all'attuale patrono si celebrano proprio nella chiesa del vecchio protettore della Città, San Felice. Per quanto riguarda i divertimenti, nel Parco de la Devesa, vengono allestiti degli stand chiamati "les barraques", ed un palco per concerti, dove i giovani si ritrovano per festeggiare finop a notte tarda, durante l'arco di tutta la settimana. Durante la settimana, tra le varie manifestazioni ne viene organizzata una particolare chiamata Correfoc: nei vicoli del Barri Vell, alcuni cittadini scelti, travestiti da diavoli mettono in scena una sfilata nella quale vengono coinvolti anche gli spettatori. I diavoli con delle fiaccole e dei fuochi artificiali inseguono le persone del pubblico nel tentativo di "bruciarli". È consigliabile abbigliarsi con vestiti vecchi se si vuole assistere allo spettacolo, per evitare di rovinarsi gli abiti. Questo genere di manifestazione è tipicamente catalana e si svolge unicamente nei paesi di questa regione e viene ripetuta in diversi periodi dell'anno.
- Esposizione dei Fiori (Girona, Temps de Flors): in primavera, data variabile.

Si tratta di una festa recente, di carattere promozionale, turistico e commerciale, che si celebra la terza settimana di maggio. Venne istituita nel 1955 con una semplice esposizione di fiori dalla chiesa di Sant Domènec (l'attuale Teatro Municipale), organizzata dalle donne della città. Col passare del tempo la mostra cominciò ad evolversi, fino a trasformarsi in una mostra di creazioni artistiche floreari allestite nella stessa chiesa sconsacrata. Verso la metà degli anni novanta, il municipio decise di convertire quella mostra focalizzata a Sant Domènec in un'esposizione allargata a tutta la città: ai monumenti ed ai cortili interni (aperti al pubblico per l'occasione) più belli del centro storico, nacque così l'attuale "Temps de flors de Girona". Gli allestimenti vengono creati direttamente da artisti locali, con delle vere e proprie opere scenografiche presenti nei vari luoghi storici della città.
- Festival de Teatre Temporada Alta.
- Festival de Cinema de Girona (Girona Film Festival).
- Las Carpes, manifestazione estiva con locali all'aperto, organizzata all'interno del Parco della Devesa.

## Amministrazione

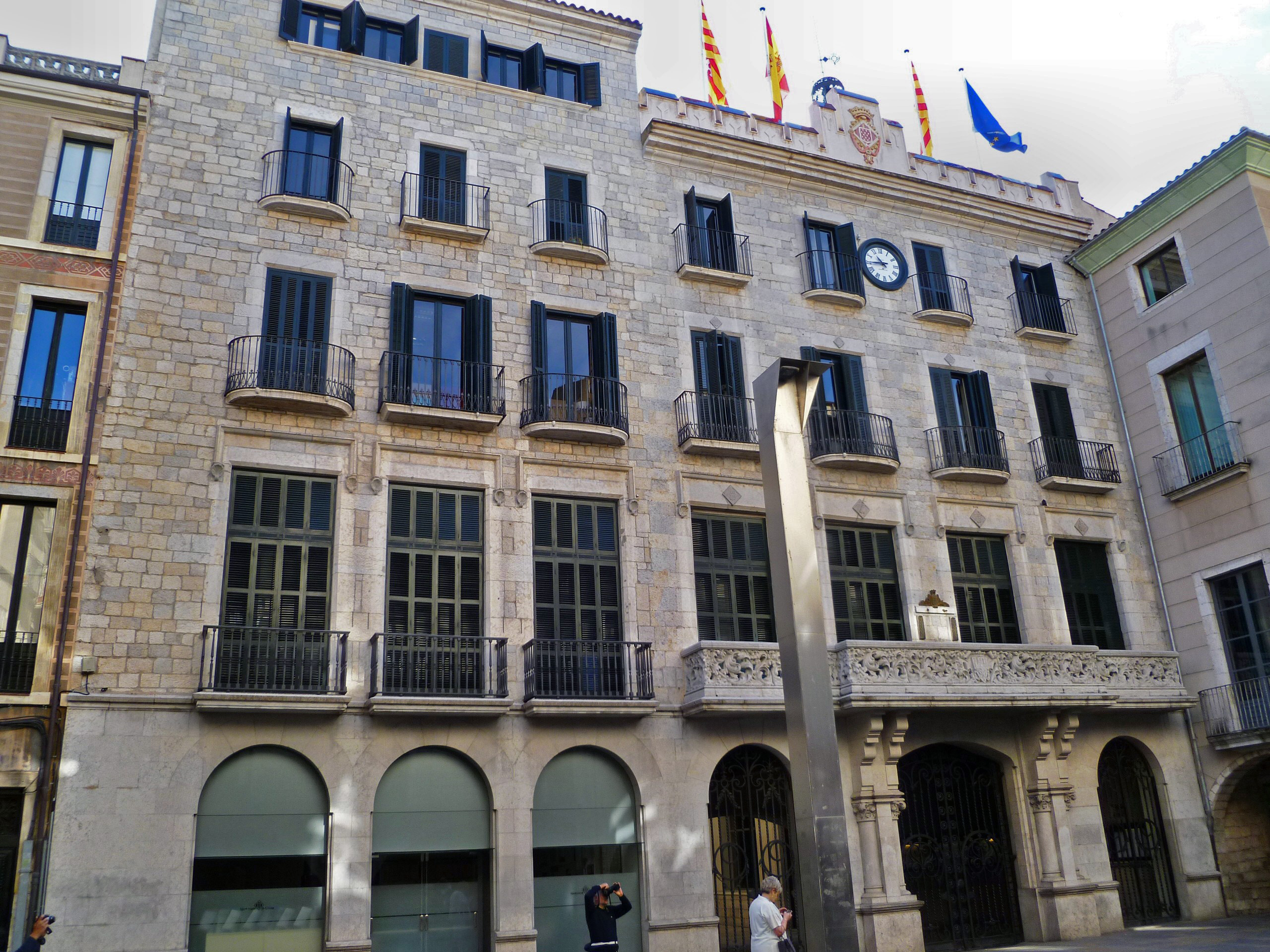
Il municipio

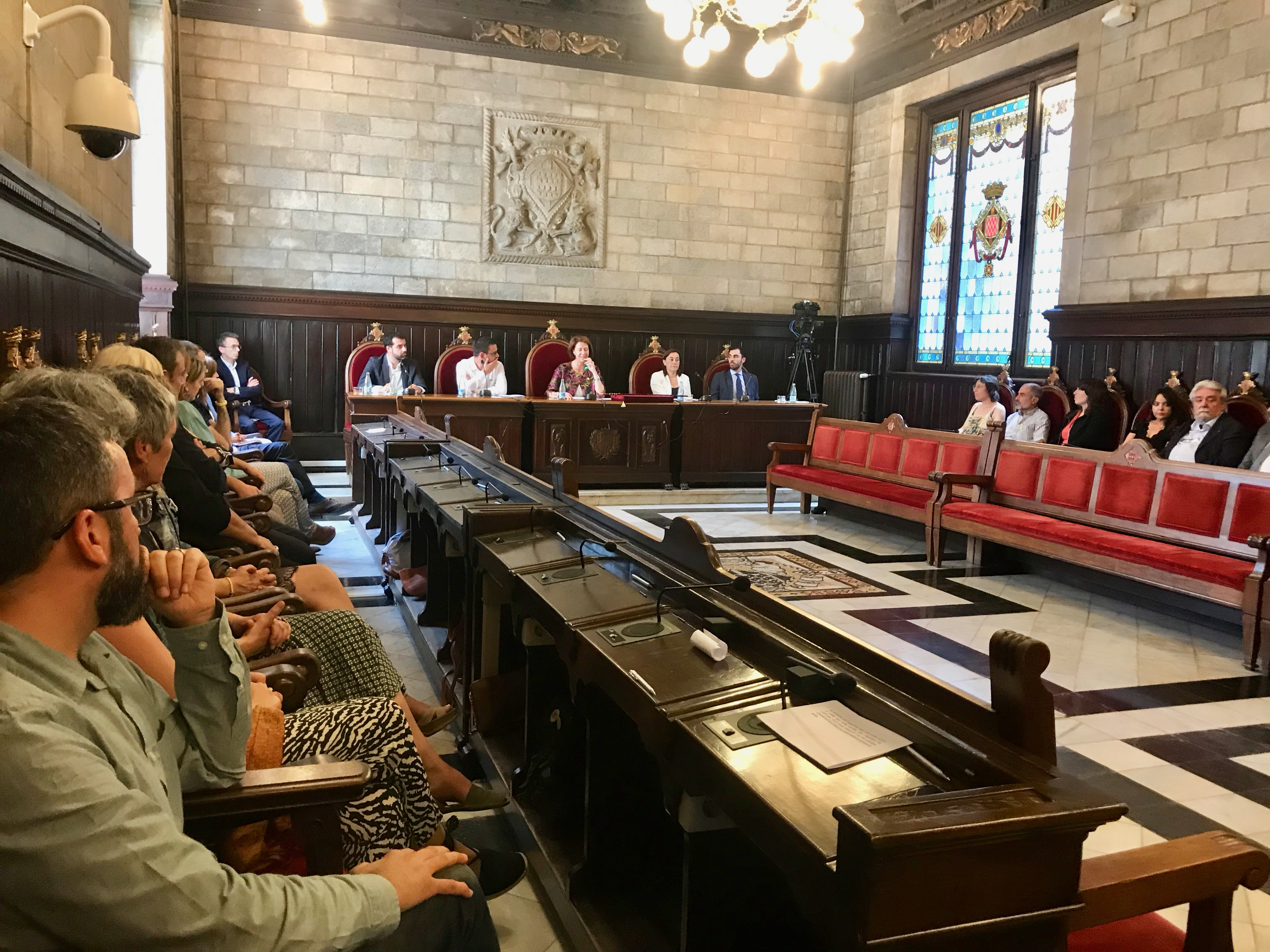
La sala consiliare

### Gemellaggi
- Reggio Emilia, dal 1982
- Albi, dal 1985
- Bluefields, dal 1987
- Farsia, dal 1997
- Nueva Gerona, dal 2001
- Nashville, dal 2005